# 高松城 (讚岐國)
高松城（ Takamatsu-jō）是日本的一座城堡。位於四國島香川縣高松市玉藻町，別名玉藻城。高松城在形式上屬于輪郭式平城。城內天守於1884年（明治17年）拆除，目前有重建天守的計划。高松城為國家指定史跡，也是日本100名城之一，與愛媛縣的今治城和大分縣的中津城，並列日本三大水城。

## 概要
别名“玉藻城”是因为高松城周围的海域被称为“玉藻之浦”，而玉藻之浦又得名于万叶集中柿本人麻吕讴歌赞岐国所作一诗的枕词“玉藻美”。
高松城最早的修建是在丰臣秀吉征服四国之后。1587年（天正15年）生驹亲正成为赞岐一国的领主后，在名为“野原”的港町修建了高松城。现在可见的遗址是江户时代初期从常陆国12万石移封至此的松平赖重（德川光圀之兄）所改建的第二代高松城。
近代城郭中，高松城是最早也是最大的海城。有歌云：“赞州赞岐在那可以望见高松城的海波之上”，可见高松城被看作赞岐一国的象征。天守的最下层如同萩城和熊本城天守一样，伸出到天守台之外，最上层类似小仓城和岩国城天守一样，比其下面一层宽阔，为“唐造”风格。其形态在被拆毁前的照片以及1884年英国的周刊报纸《The Graphic》上的绘画中可以看到。
现存有三重橹、门等一部分建筑物和一些石垣、堀，整个高松城遗迹作为“玉藻公园”向公众开放。

## 历史

### 安土桃山时代

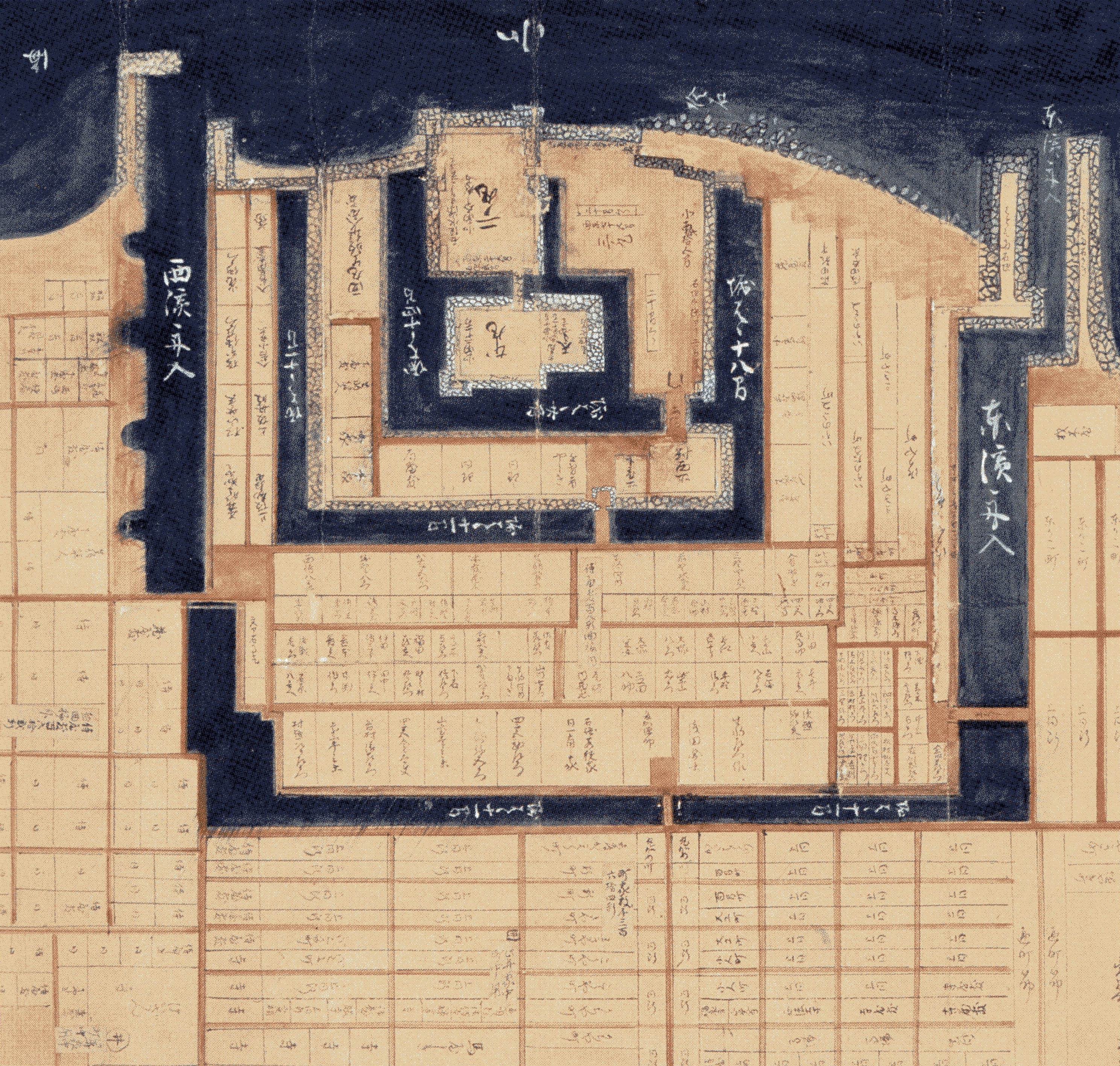
生驹家时代的高松城建筑区划图

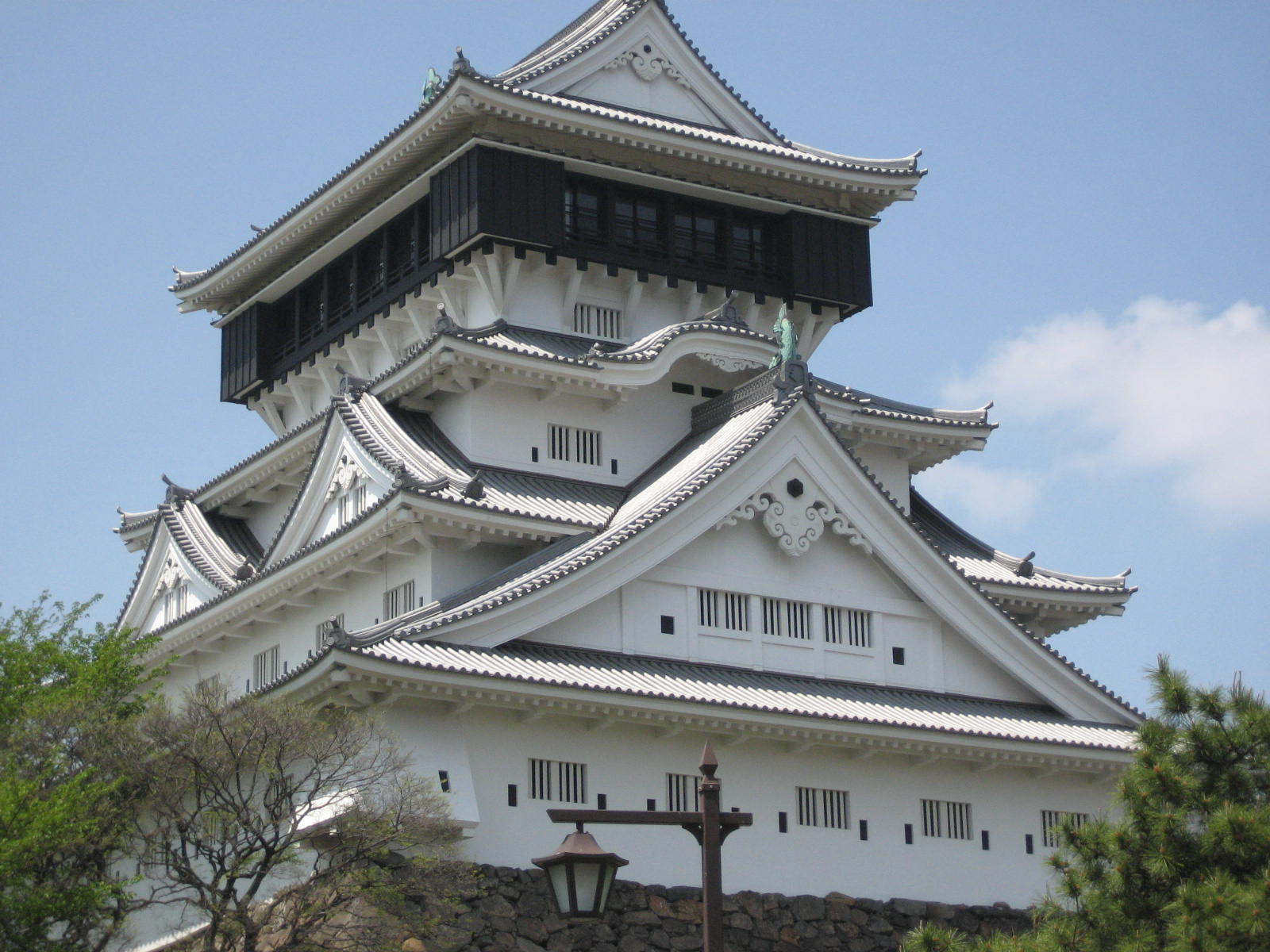
作为天守模仿样本的小仓城天守

- 1587年（天正15年） - 生驹亲正受封赞岐国17万6千石的大名，以引田城（日语：引田城）为居城，但由于空间狭窄不敷使用，同年迁移至圣通寺城。
- 1588年（天正16年） - 由于圣通寺城的空间也不足，在香东郡篦原庄玉藻浦（现高松市玉藻町）开始筑城。
- 1590年（天正18年） - 高松城竣工。

### 江户时代
历代城主的信息可参看高松藩的历任藩主。
- 1639年（宽永16年） - 生驹家第4代藩主生驹高俊（日语：生駒高俊）由于家中内乱（生驹骚动（日语：生駒騒動））遭受责罚，被转封至出羽国矢岛藩1万石的领地。
- 1642年（宽永19年） - 水户藩初代藩主德川赖房之子松平赖重以12万石的石高入封高松城。开始了高松城的改建。改建工程延续到第2代藩主赖常的任内。
- 1644年（正保元年） - 赖重为了保障城内饮水，建造了地下输水管道，从城下的龟井户、大井户、今井户等引水。[3]
- 1669年（宽文9年） - 仿照小仓城的3重5层天守完工，赖重隐居，让位于养子赖常。隐居的住所建于南郊（今栗林公园）。
- 1671年（宽文11年） - 松平氏发起高松城的大规模改造。

### 近现代
- 1869年 - 随着版籍奉还的实施，高松城被废弃。
- 1884年 - 天守由于建筑老化，被拆毁。
- 1890年 - 政府将所有权交给原藩主松平家。
- 1945年 - 因二战中的高松空袭（日语：高松空襲），三之丸的樱御门被焚毁。
- 1947年 - 根据当时的国宝保存法（日语：国宝保存法），北之丸的月见橹、水手御门、渡橹，东之丸的艮橹被指定为国宝（相当于现在的重要文化财）。
- 1950年 - 随着文化财保护法（日语：文化財保護法）的施行，北之丸的月见橹、水手御门、渡橹，东之丸的艮橹被指定为重要文化财。
- 1954年 - 高松城被让渡给高松市政府。
- 1955年
  - 3月2日 - 高松城被指定为国家史迹。
  - 5月5日 - 作为高松市立玉藻公园向公众开放。[4]
- 2006年4月6日 - 高松城入选日本100名城第77号。
- 2007年 - 对天守台的拆卸、加固、翻修工程开始。
- 2012年
  - 1月 - 天守台加固工程完工。[5]
  - 7月9日 - 披云阁（原松平家高松别邸）被指定为国家重要文化财。
- 2013年3月20日 - 天守台重新向公众开放。[6]

## 城郭

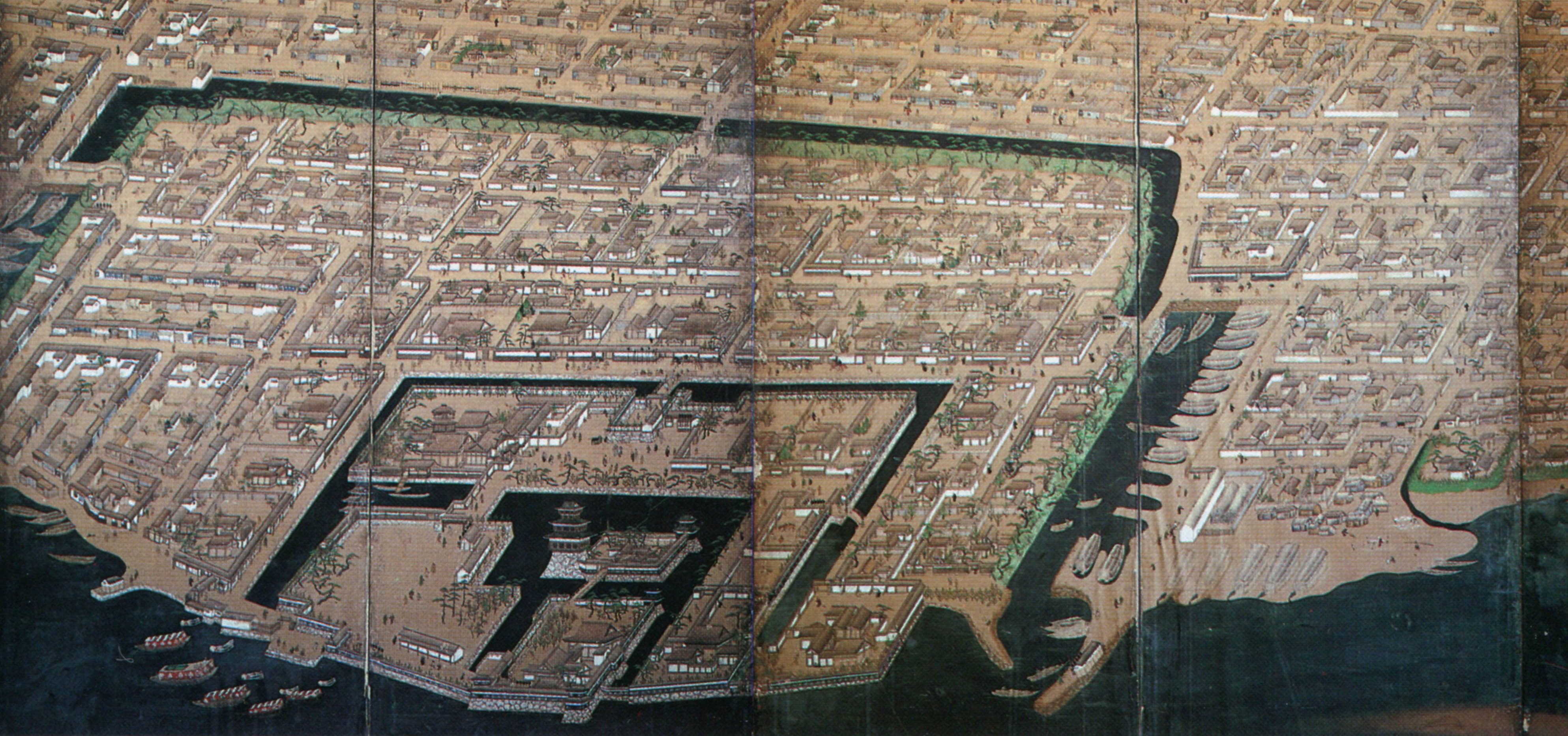
高松城及城下町绘屏风（松平公益会藏）

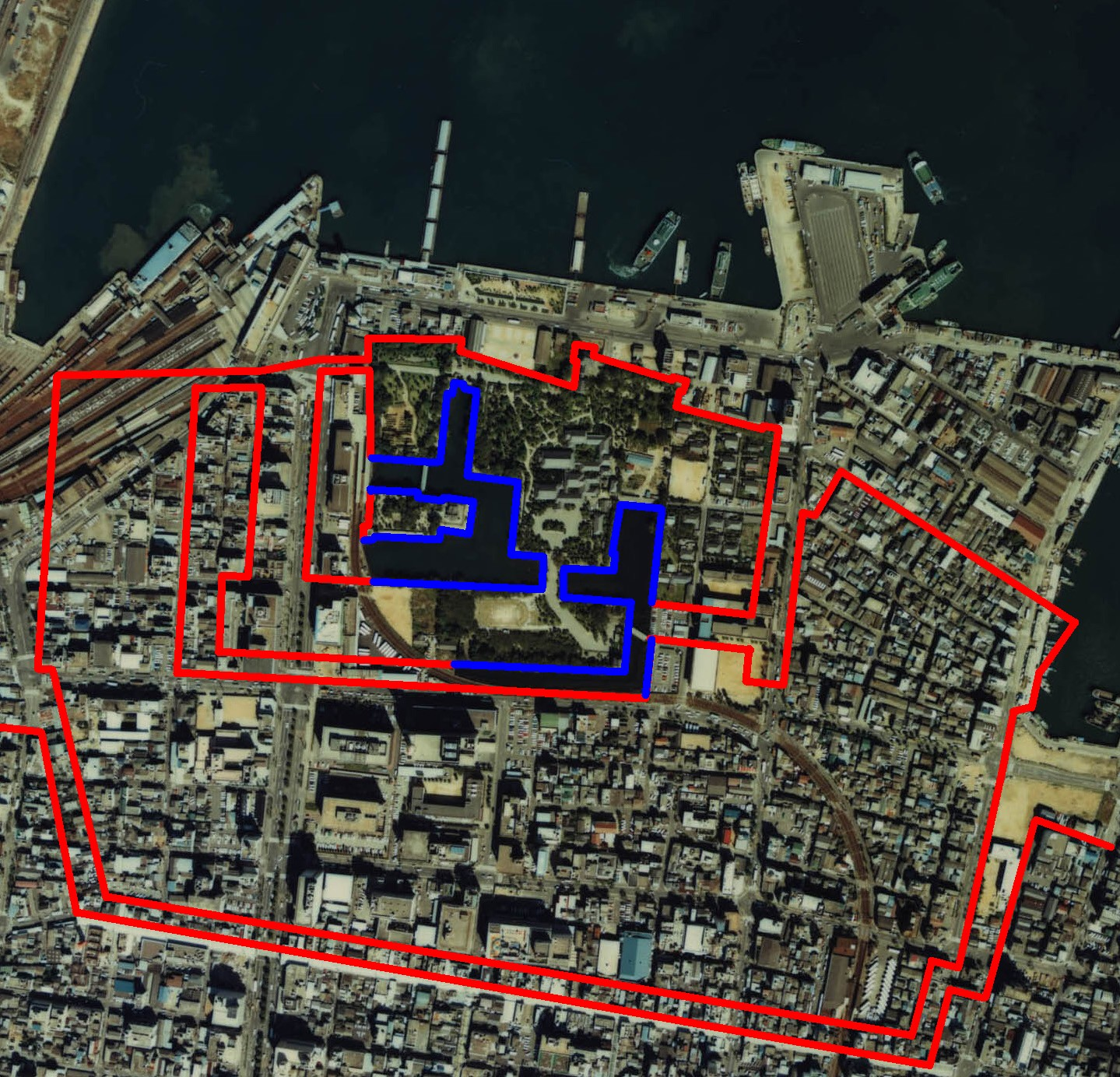
高松城的高空照片。蓝线为现存的城墙、堀，红线为曾经的城墙、堀。图片上方为北。

城郭的形式为轮郭式平城，以本丸为中心，按照顺时针方向延展，有二之丸、三之丸、北之丸、东之丸、樱之马场、西之丸，共有外濠、中濠、 内濠三道水堀。当初的北侧城壁之下就是濑户内海，三道水堀的水直接从海中引入，军舰可以出入城内，将水军的运用也纳入城防的视野中，是日本最早的真正的海城。据说规划设计由黑田孝高担当，也有细川忠兴、小早川隆景、藤堂高虎等说法。以高松城为发端的近代设计方案的海城具有难以从海上封锁，难以使用水攻和断水等手段，故而具有易于防守、运输物资和撤退的优点。
然而，版籍奉还之后高松城被废弃，明治时代以来被都市化的浪潮所影响，现在城堡的北侧经过填海并建造道路（水城通），大量的建筑物被拆除，大部分的堀也被填埋，只余内堀和中堀的一部分。全盛期曾经有66万平方米的总面积，现在只剩79587平方米，是当初的八分之一还不足。现存的中堀和内堀仍然保持了原貌，由于引流海水，堀内有牡蛎等贝类，还有养殖的鲷鱼。

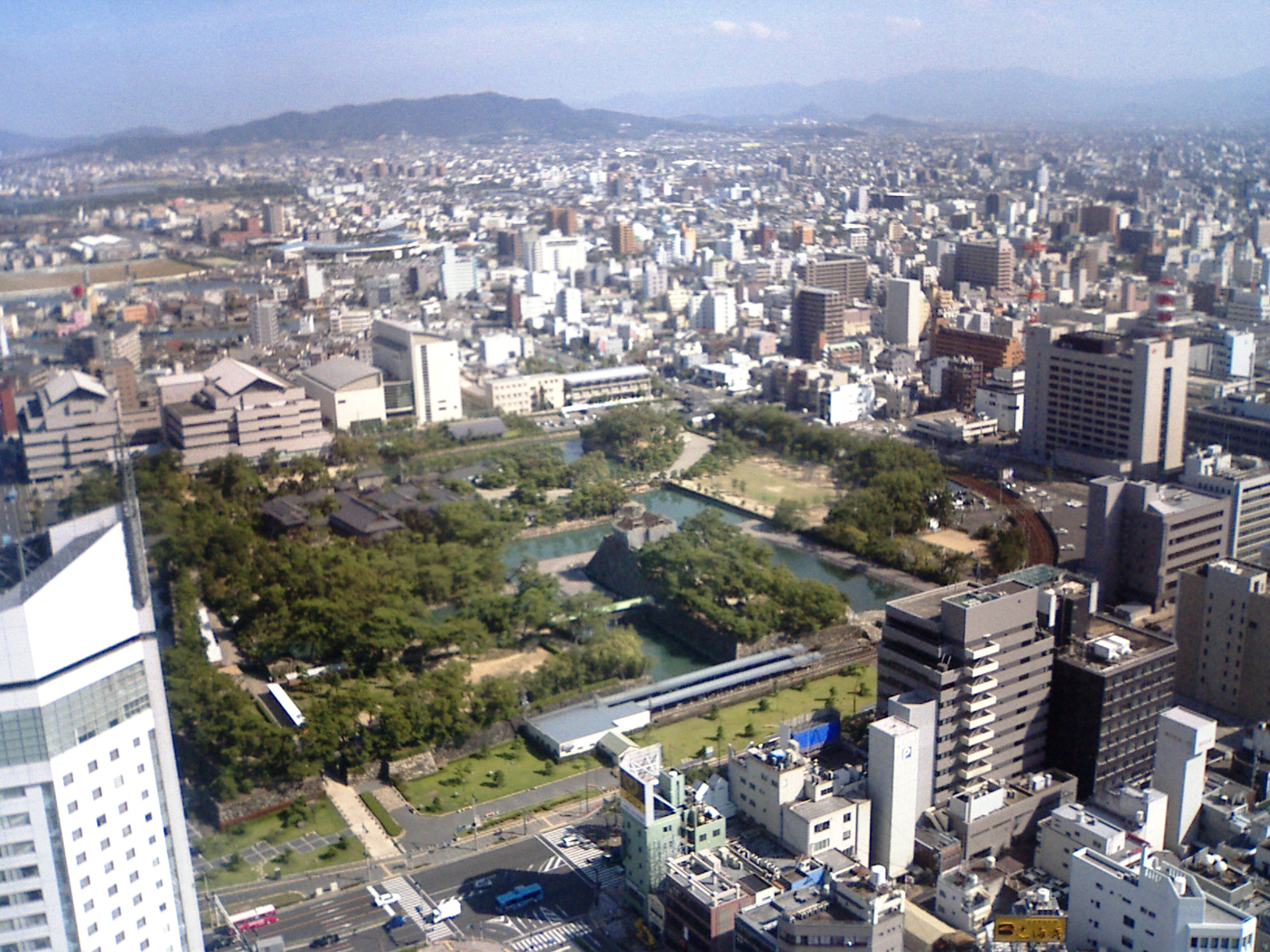
高松城及周边市区（图片上方为东南方向）
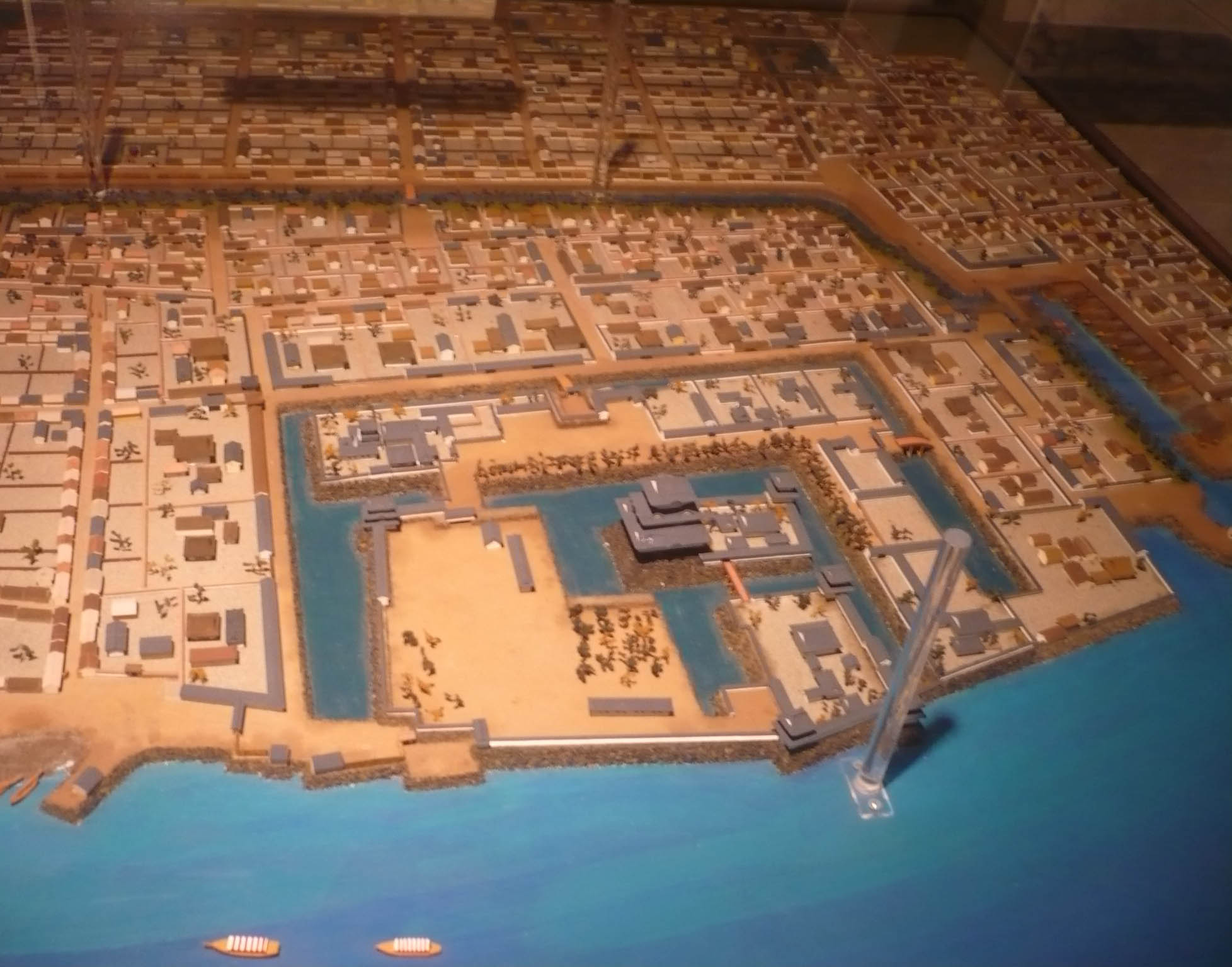
高松城和城下町的模型（陈列馆藏，图片上方为南）

### 本丸
本丸大略位于城内中央位置，四周被内堀包围，与其他的曲轮完全分离。与外部的通路只有一架长约16间（约30米）的木质鞘桥，从构造上看，如果鞘桥失守本丸将被孤立。由于本丸甚为狭小，故而没有御殿等居住设施，仅有天守和多闻橹。天守台从本丸的东侧突出，从三之丸的方向看过去本丸仿佛浮在海上一样。

#### 鞘桥
连接本丸和二之丸的桥梁。现存的鞘桥为1971年架设，桥上有铜板葺的屋顶。

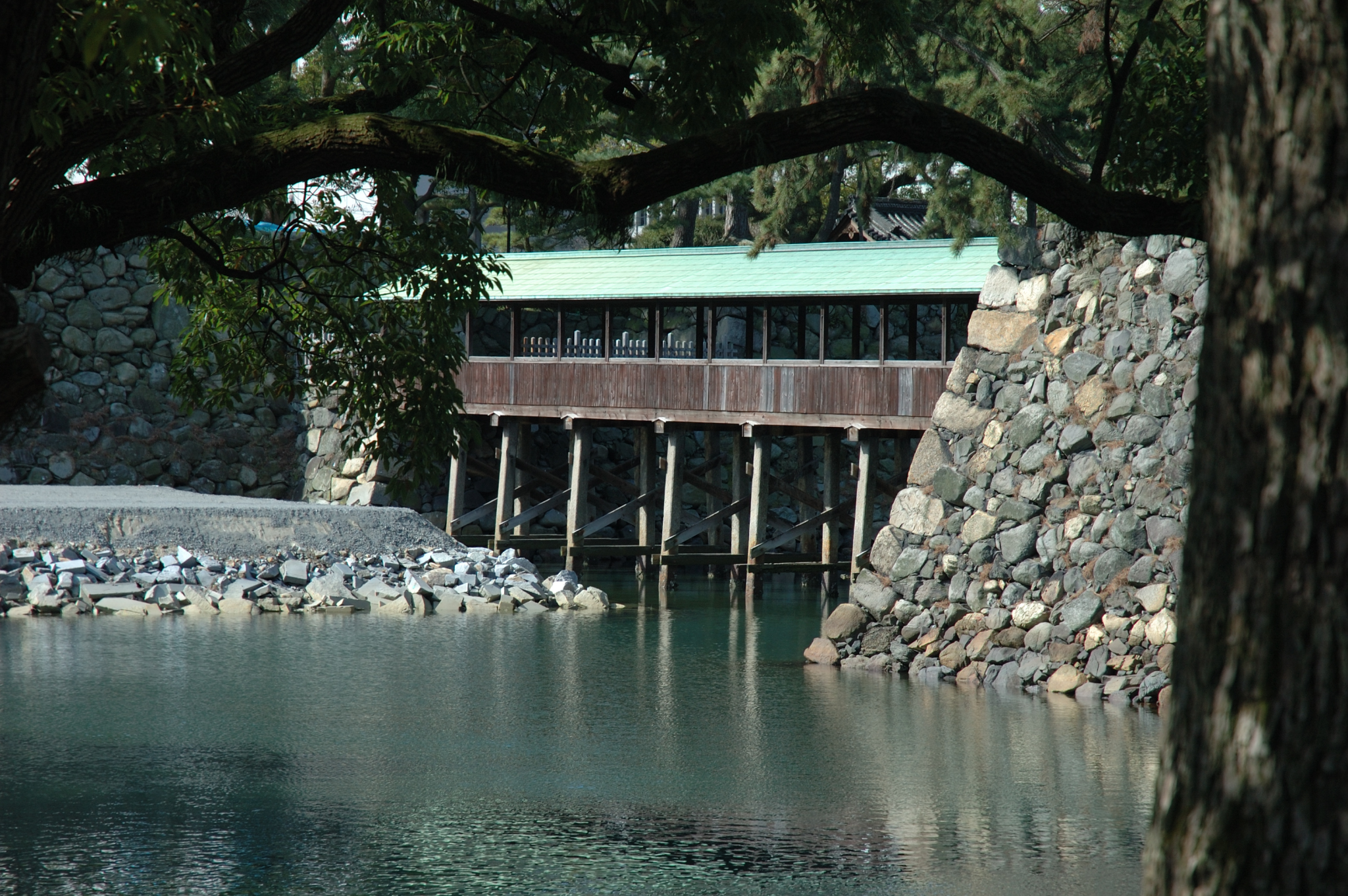
连接本丸和二之丸的鞘桥
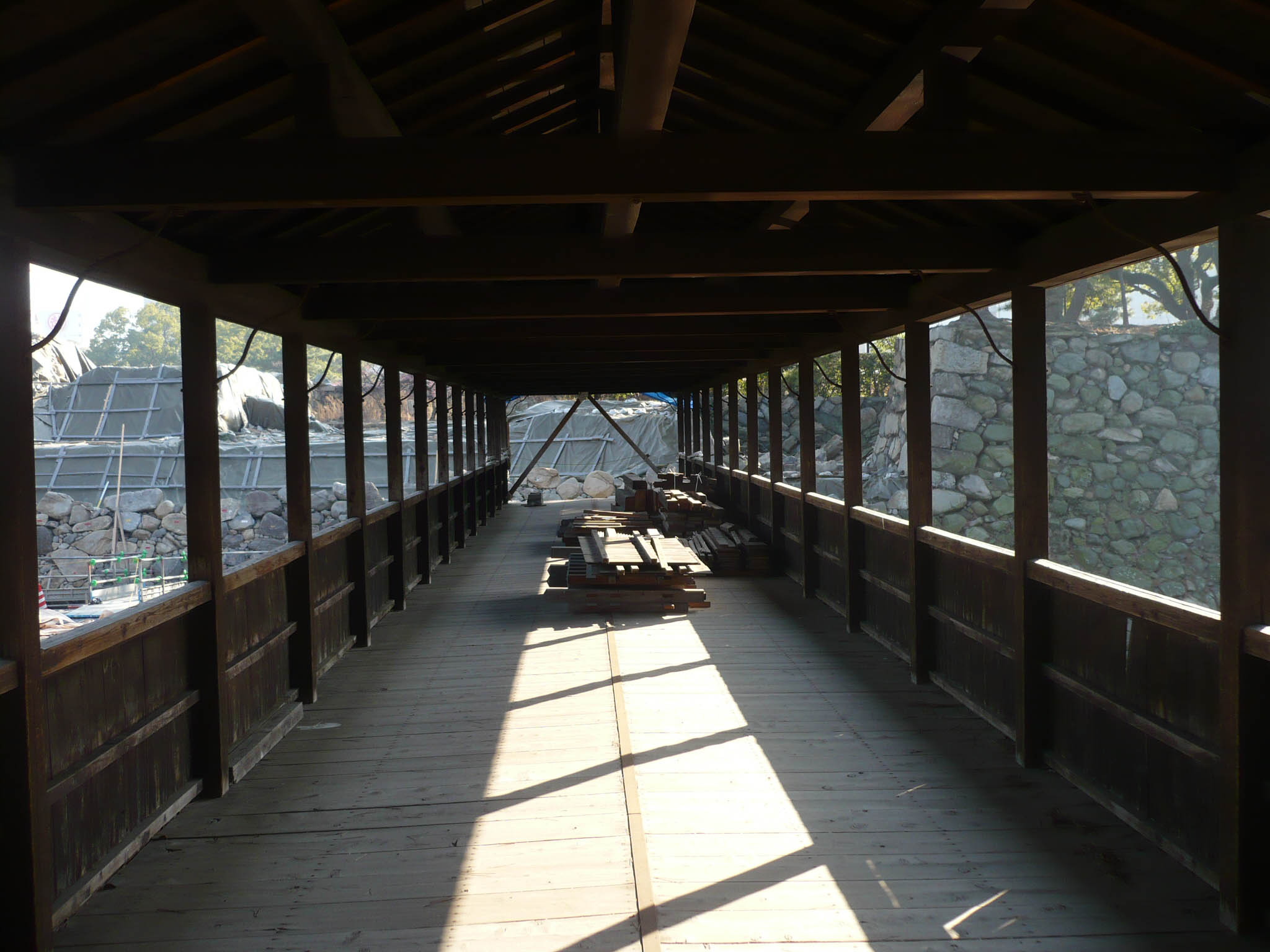
鞘桥
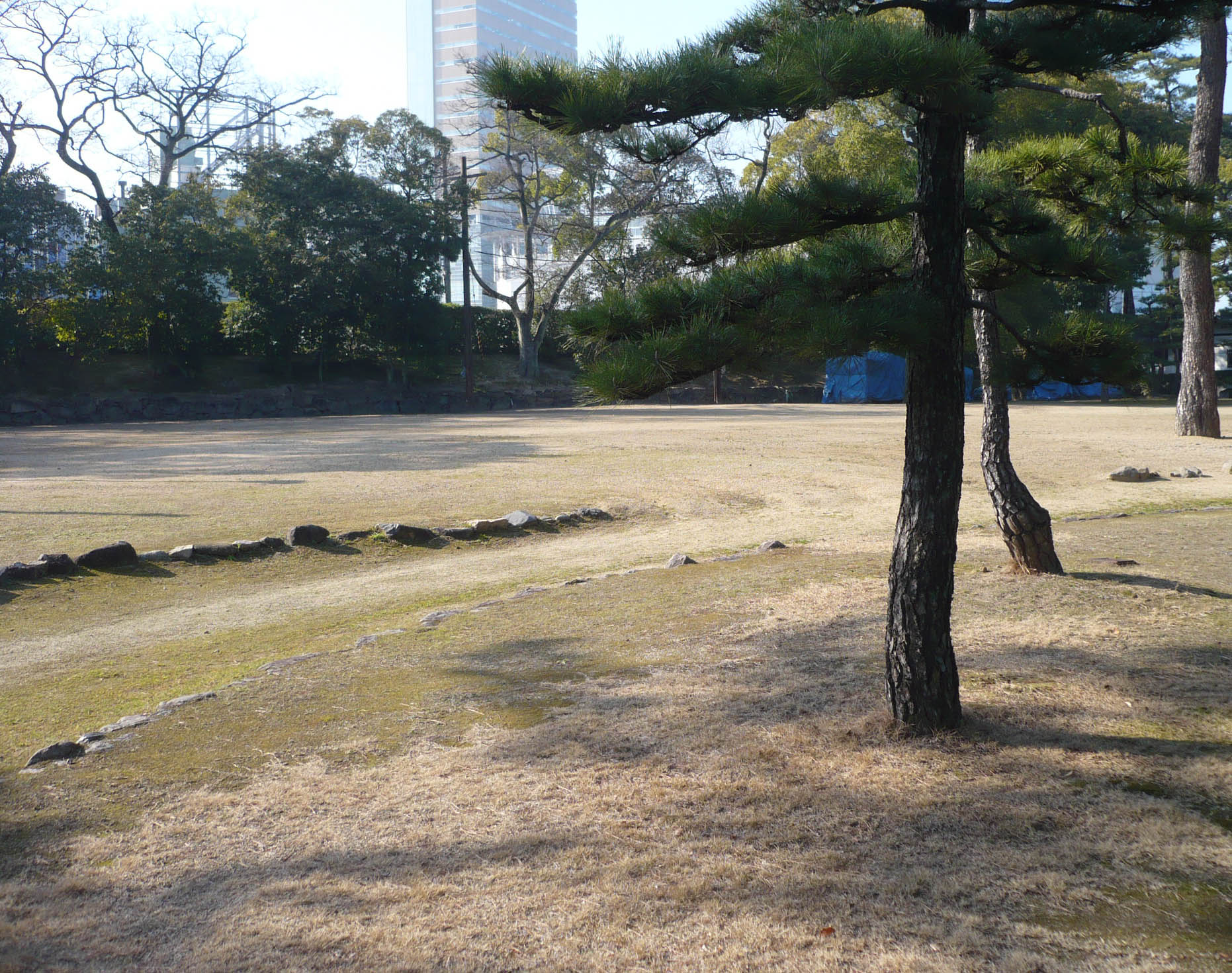
二之丸遗址

#### 天守

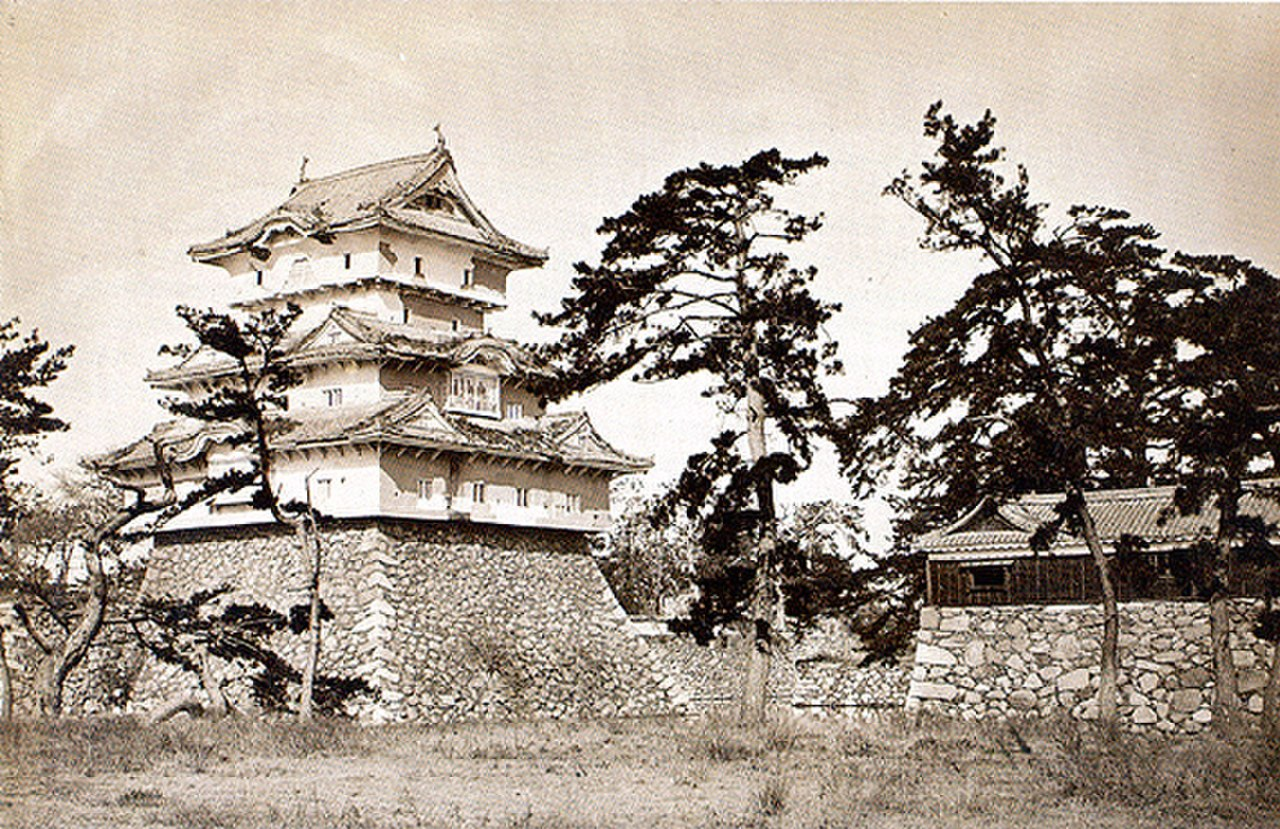
明治时代的天守的照片

天守为独立是层塔型3重4层、地下1层，第1层东西长13间2尺（约26.2米），南北宽12间2尺（约24.2米），天守高13间半（约24.5米）。其规模超过现存的3重5层的高知城天守（高约18.6米）和松山城（高约20米），为四国最大的天守。最上层的第4层面积大于第3层，即唐造风格。第1重的尺寸也大于天守台面积，伸出天守台外，故而推测开有落石口。此外，第1重和第2重的比翼入母屋破风和唐破风，第4层的火灯窗都是高松城天守的特点。建成伊始之时，天守外壁为木制板材，黑色外观，1671年（宽文11年）松平氏的大改造时改为白色石灰涂料的外壁。
天守在1884年因为老化而被拆除，1920年在原址修建了祭祀松平家初代藩主松平赖重的玉藻庙。随着2006年起的天守台石垣的拆除修复工程，玉藻庙被拆除。

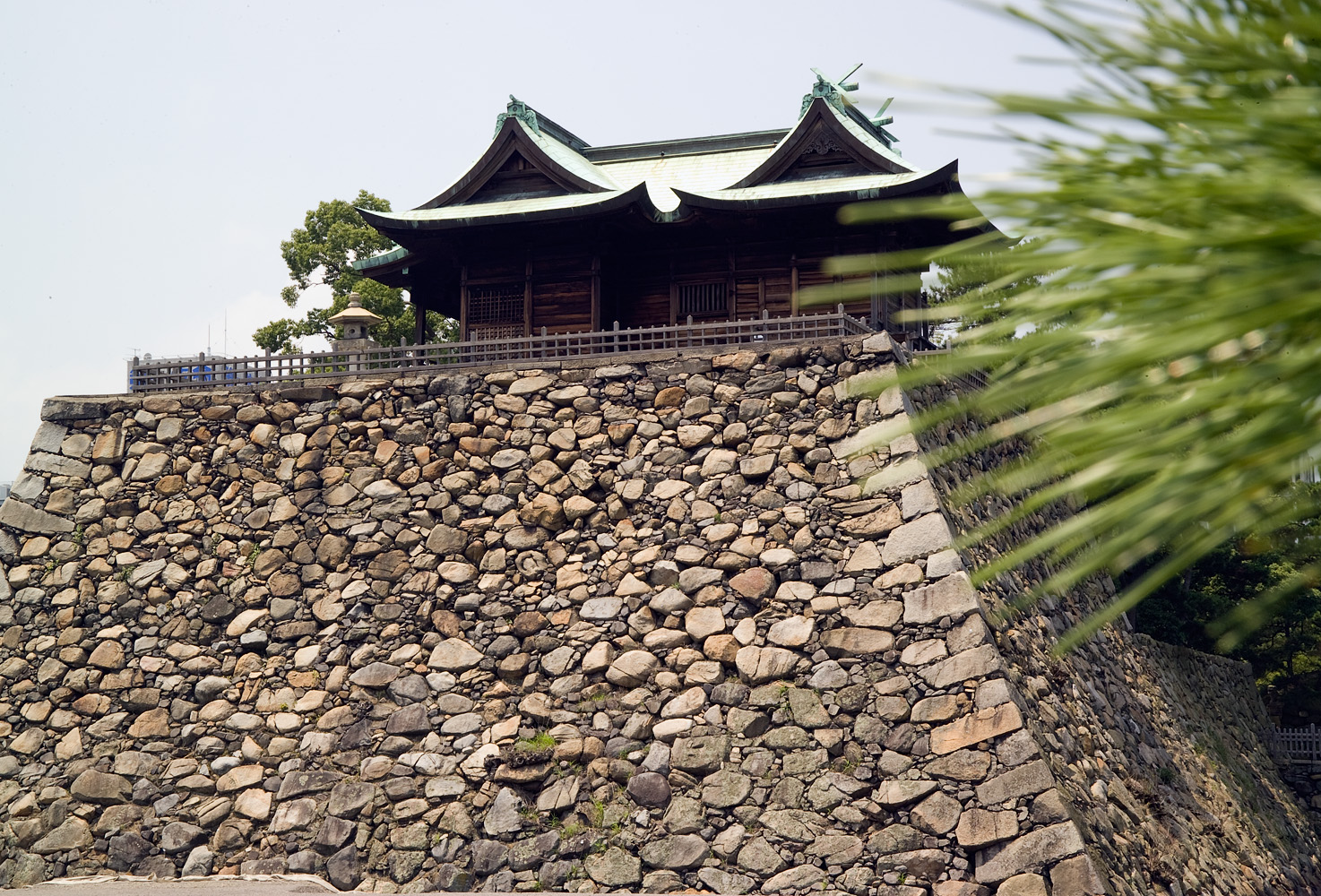
2005年（平成17年）的天守台和其上的玉藻庙
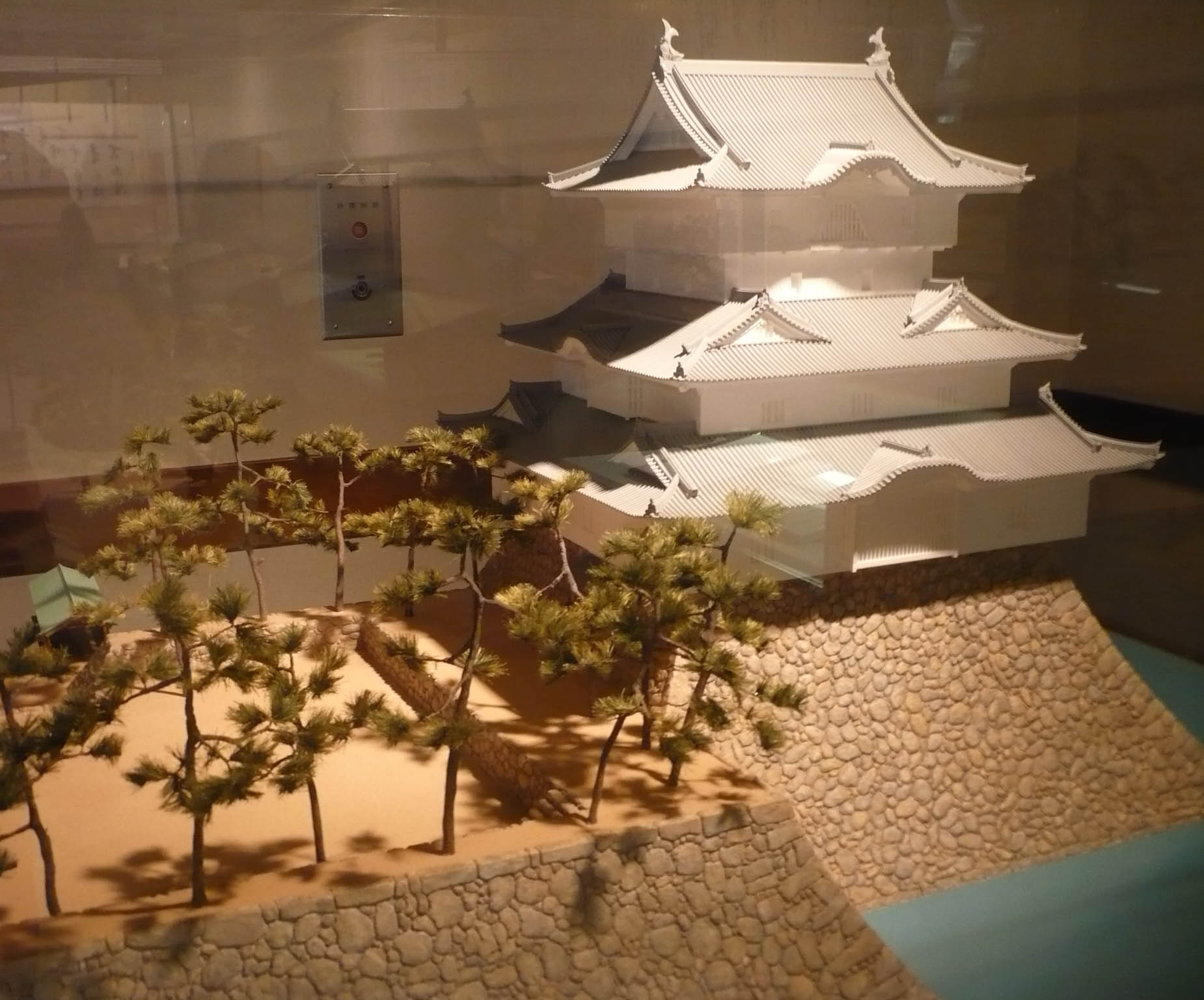
高松城天守模型（陈列馆藏）
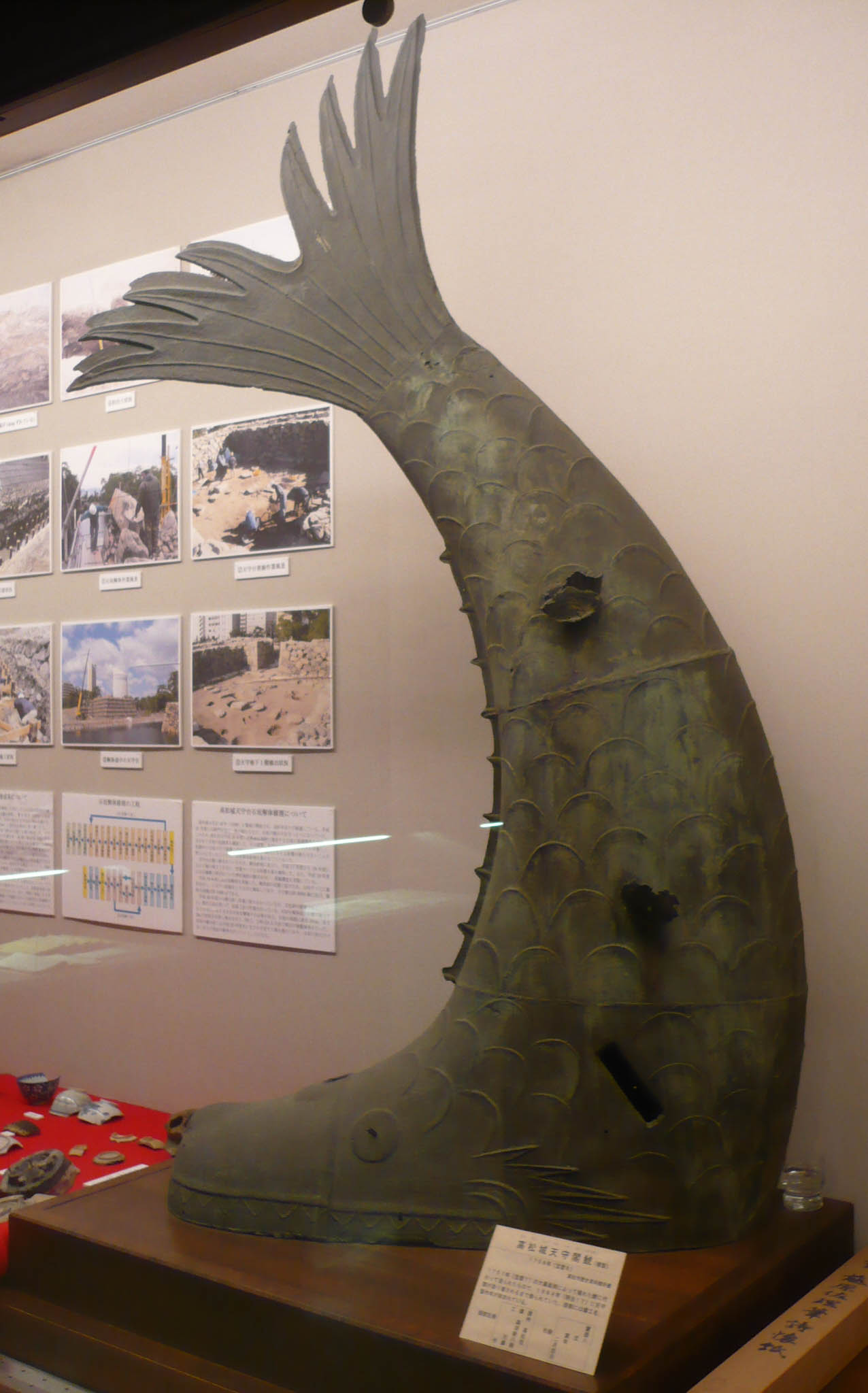
高松城天守的鯱（复制品，陈列馆藏）

#### 地久橹
位于本丸西南部分的二重橹。其石垣遗迹已经经过调查并整修。

#### 中川橹
位于本丸虎口的橹。

### 三之丸
三之丸在松平藩时代曾有名为披云阁的书院风格的建筑物，面积约为为现时的披云阁的2倍，但在1872年由于建筑老化而拆毁。现在的披云阁是作为松平家的高松别邸，花费15万日元和3年时间建造的，竣工于1917年（大正6年）。昭和天皇曾经在此下榻。战后被美军接收，最终转交给高松市政府，作为向大众开放的租赁会场。披云阁重新建造的时候，也一同建造了成为内苑御庭的枯山水庭园。三之丸入口处原有樱御门，但于1945年的空袭中烧毁。
披云阁于2012年（平成24年）7月9日作为近代和风建筑被指定为国家重要文化财。

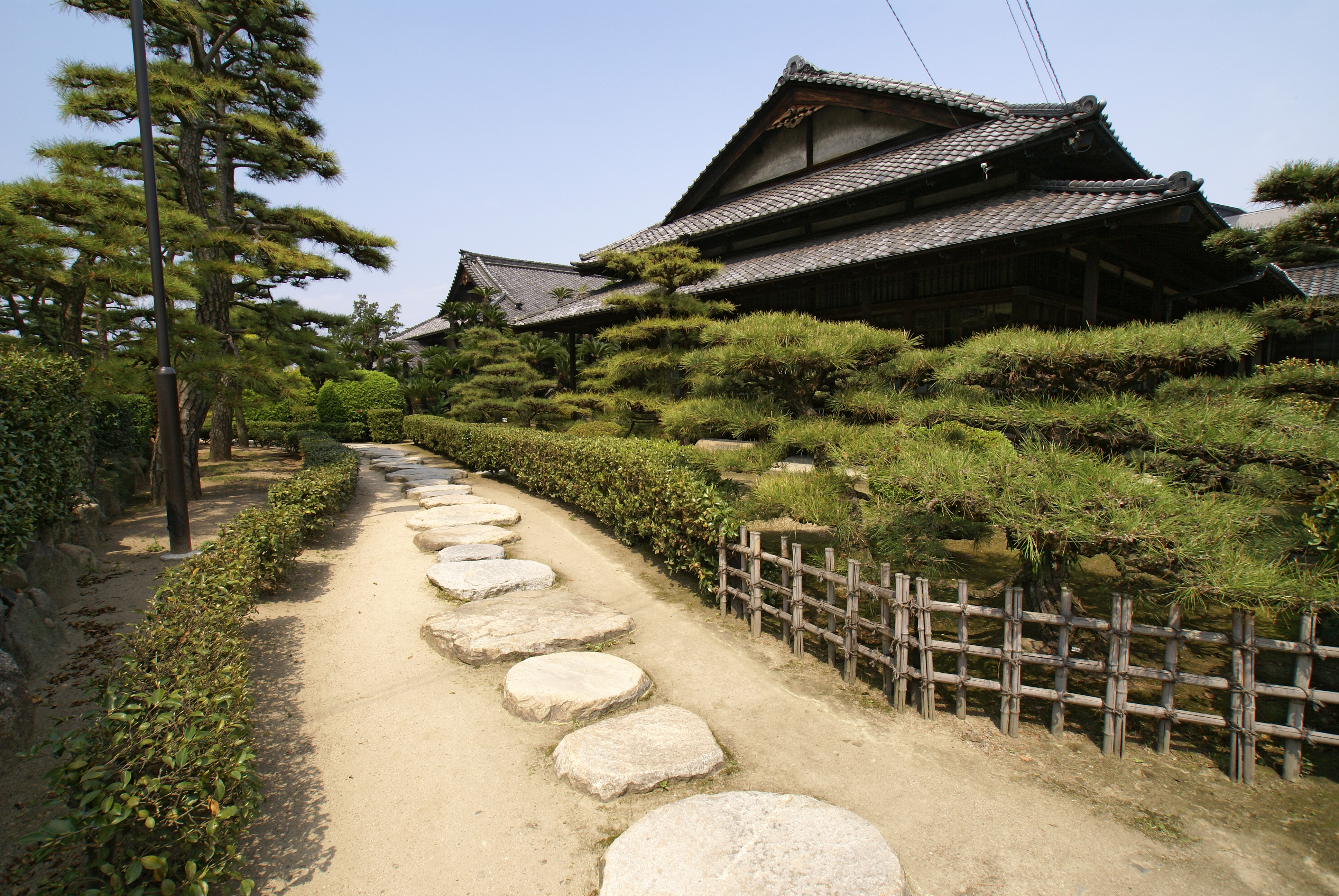
现存披云阁（大正时期）
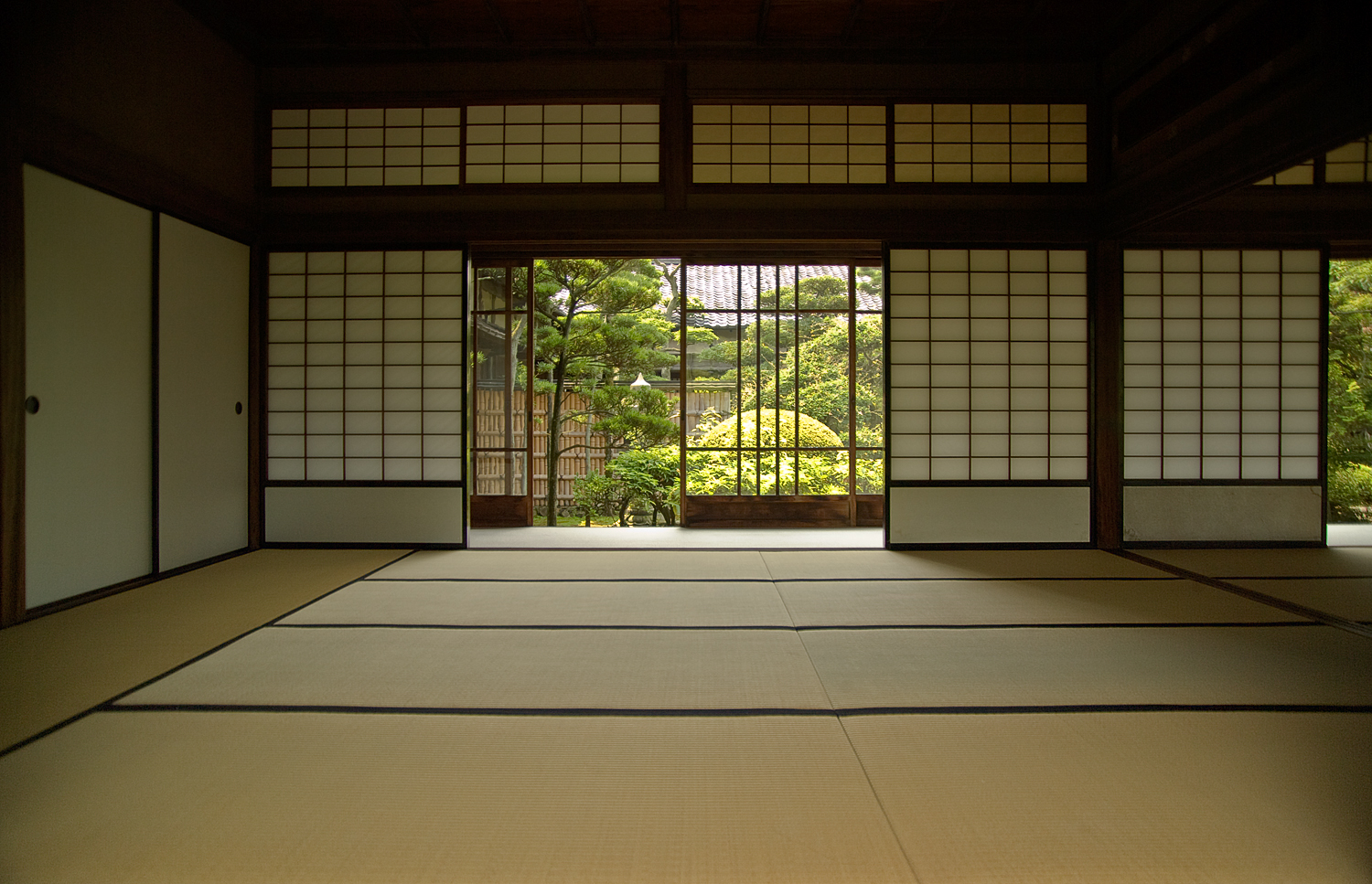
披云阁内部
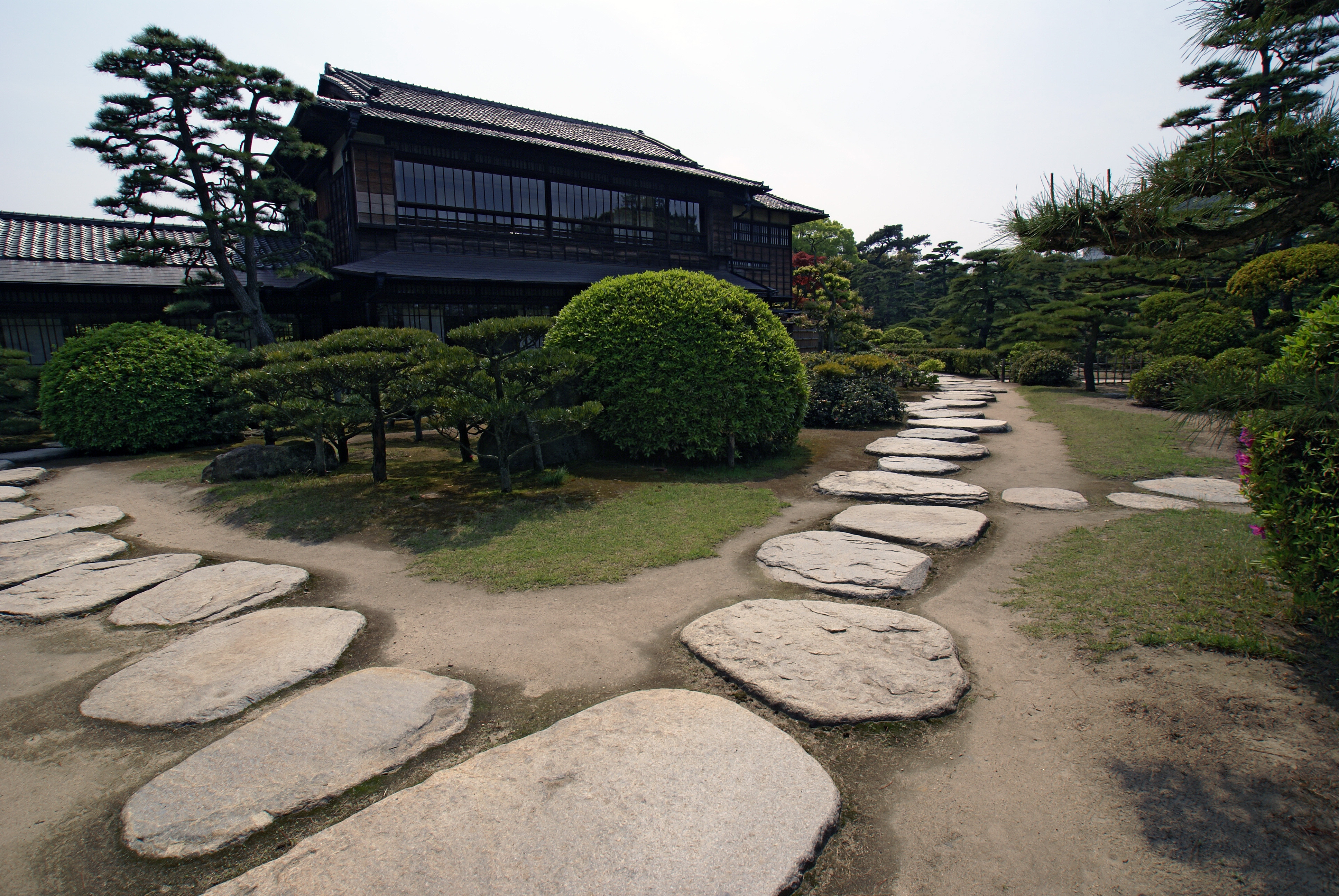
披云阁与内苑御庭
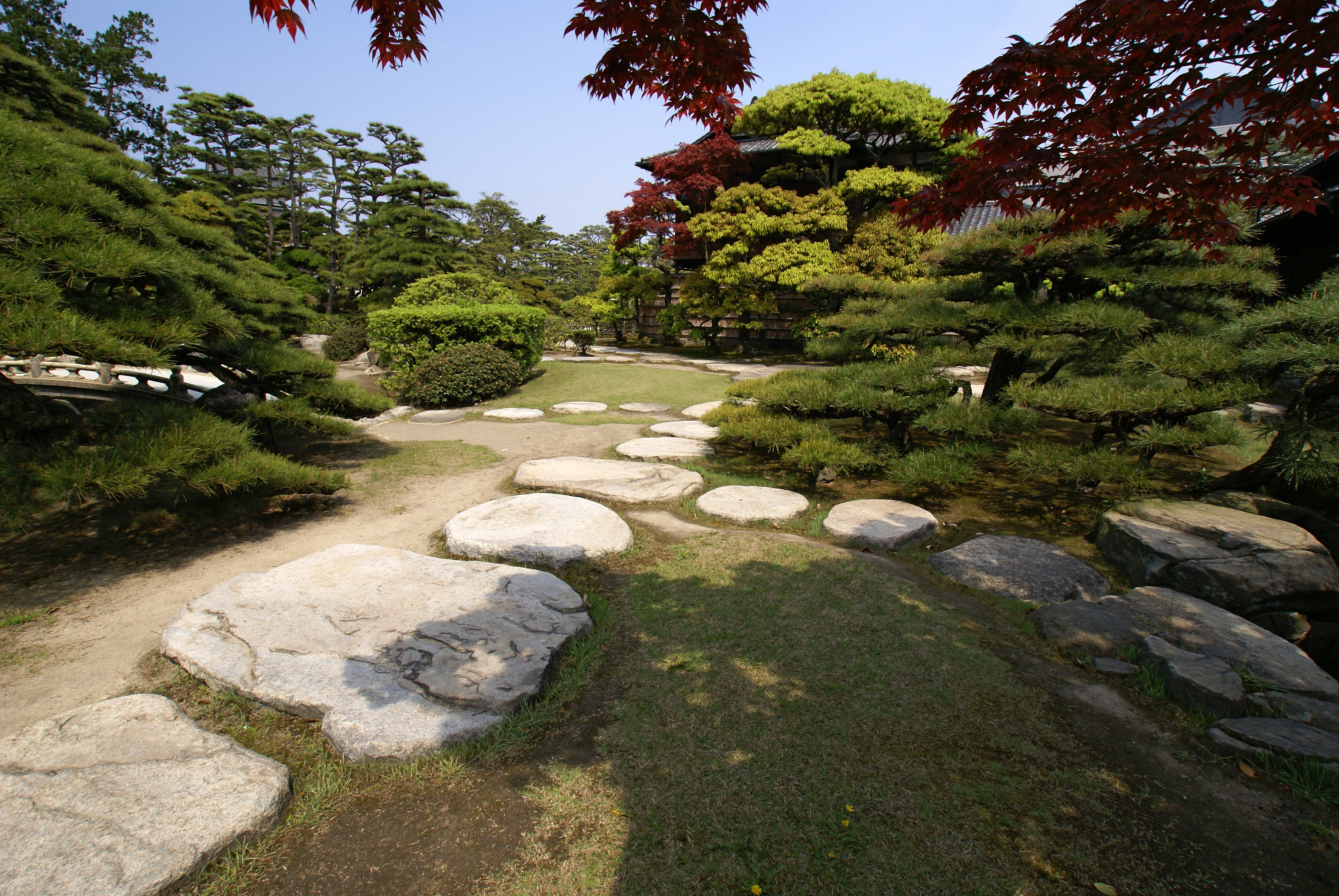
内苑御庭
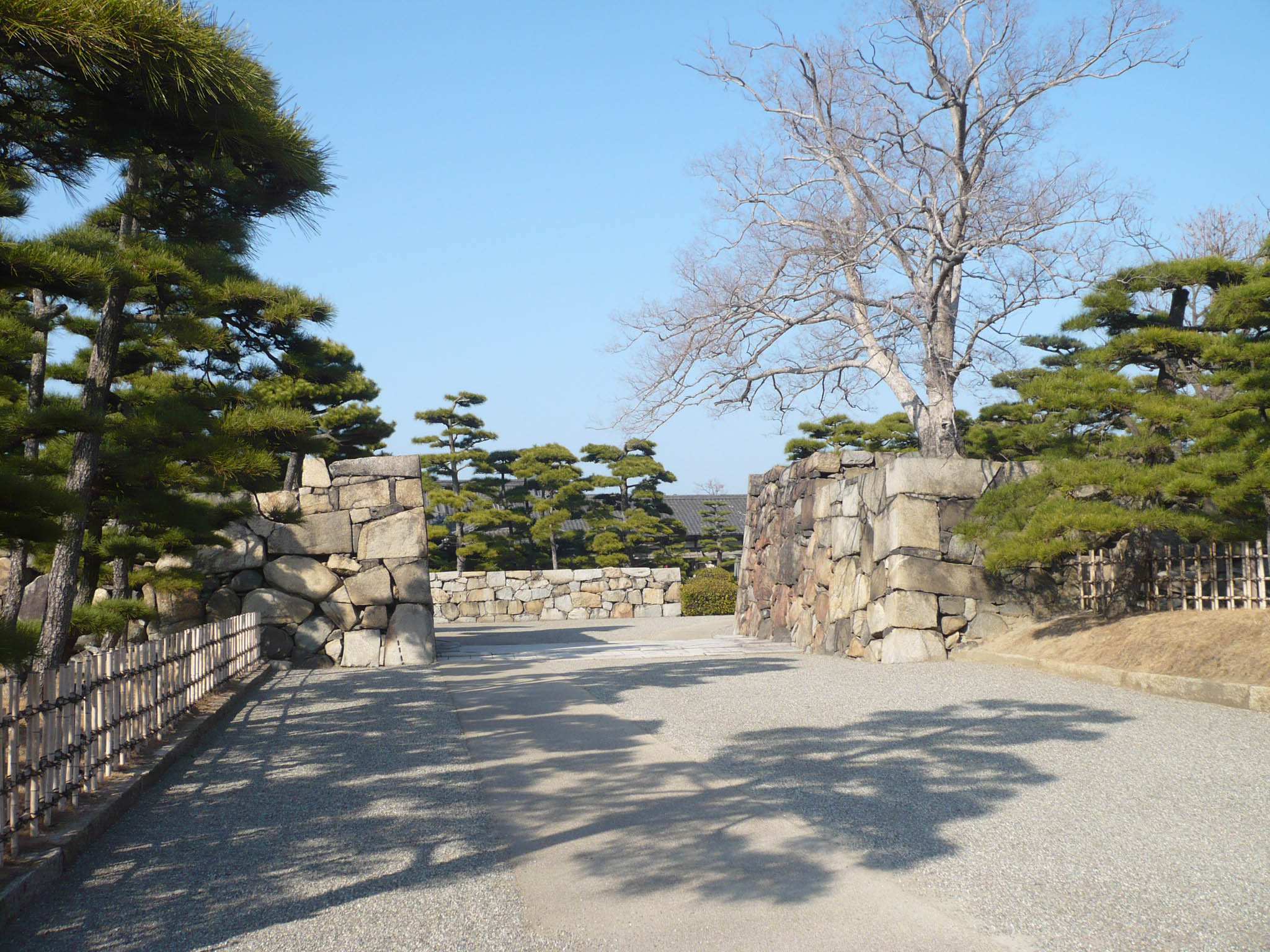
樱御门遗址
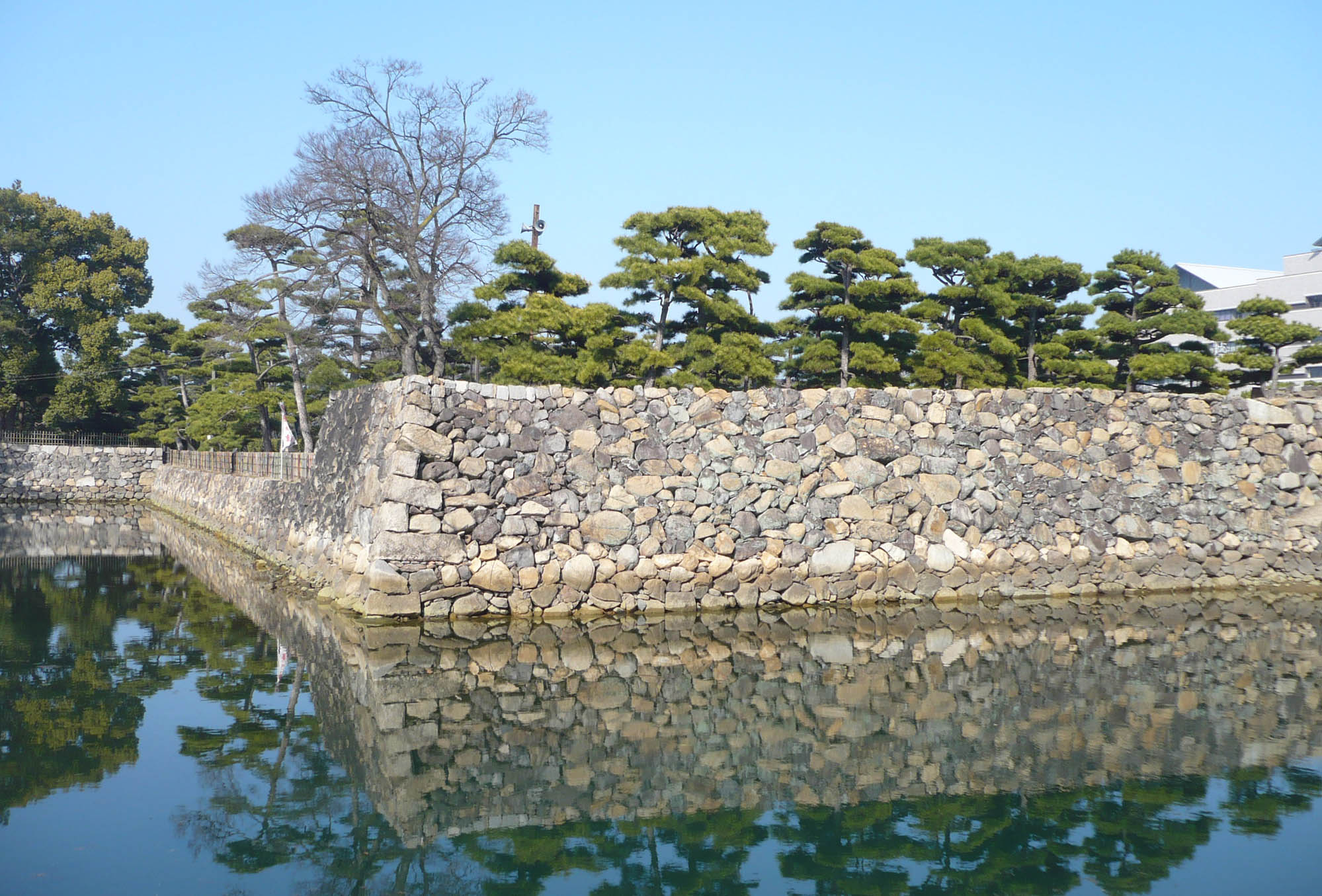
三之丸与内堀

### 北之丸
北之丸（北新曲轮）为1671年（宽文11年）松平氏的大改建中，因为作为御殿的披云阁移至三之丸，而出于防卫上的需要而和东之丸同时扩建的。曲轮的形状如同道路，1676年（延宝4年），在北之丸修建了作为隅橹的月见橹（着见橹），其后又修建了海城所独有的水手御门，还有渡橹、鹿橹。

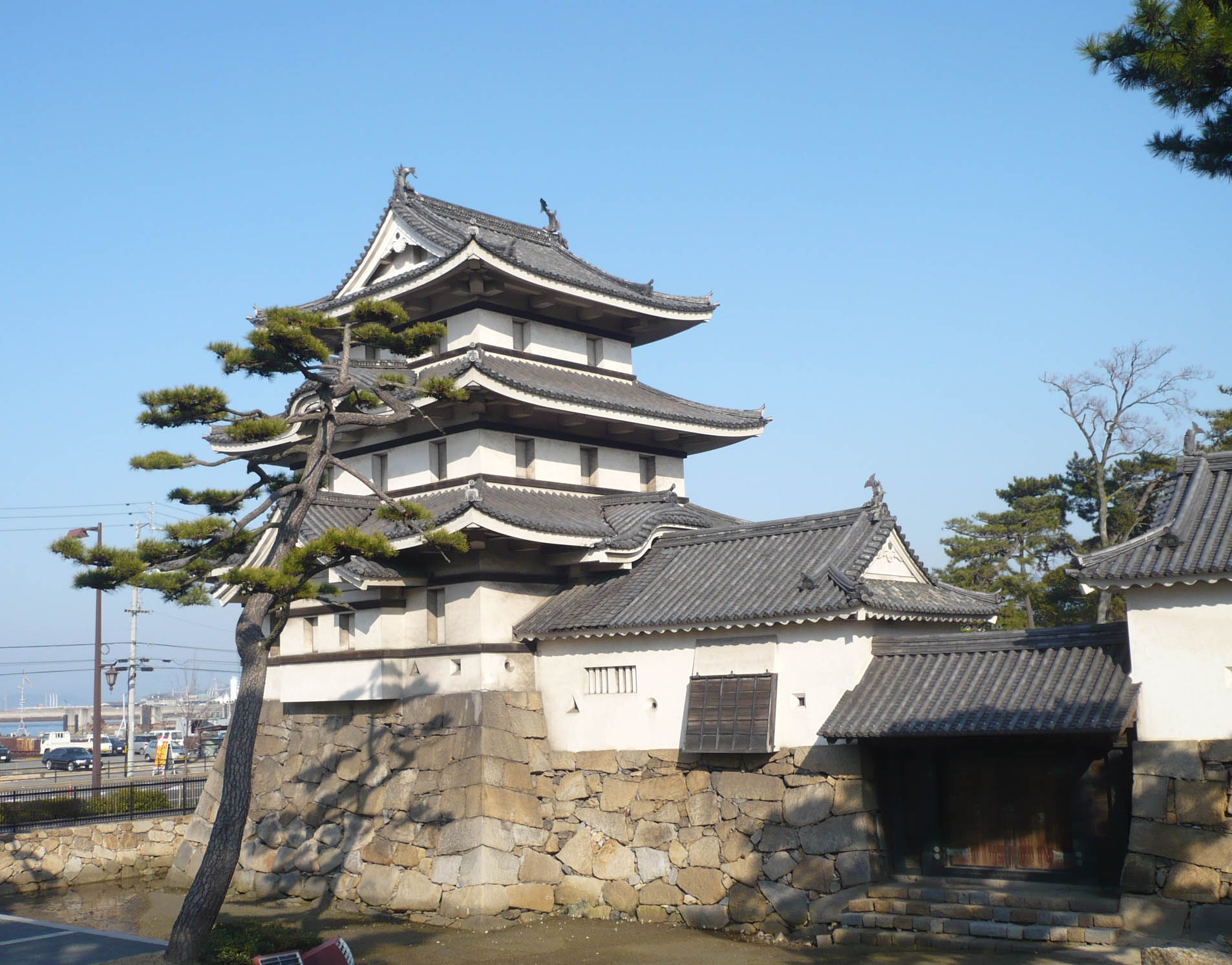
月见橹与水门（指定重要文化财）
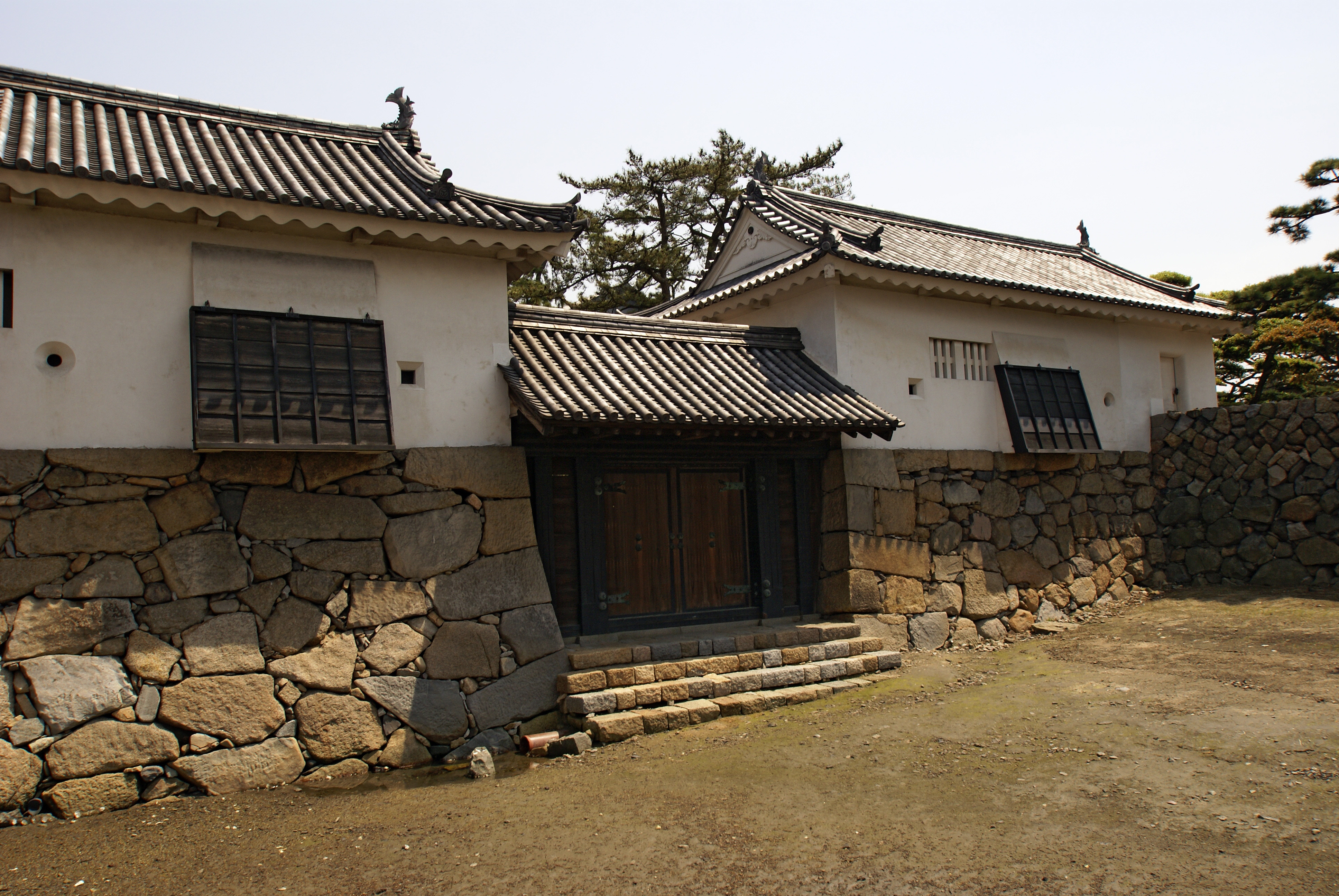
水门与渡橹（指定重要文化财）
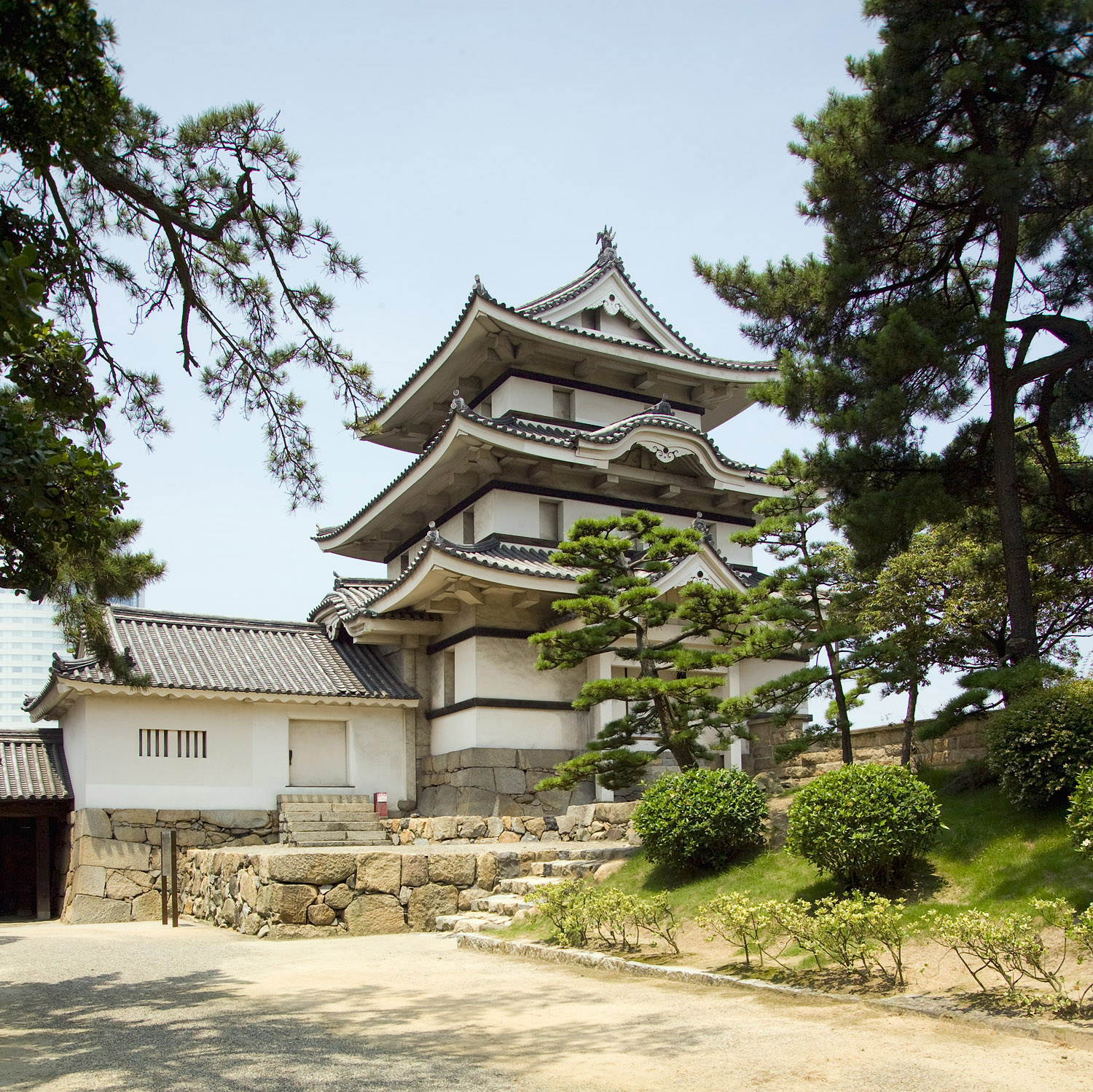
月見橹和水手御门的内侧
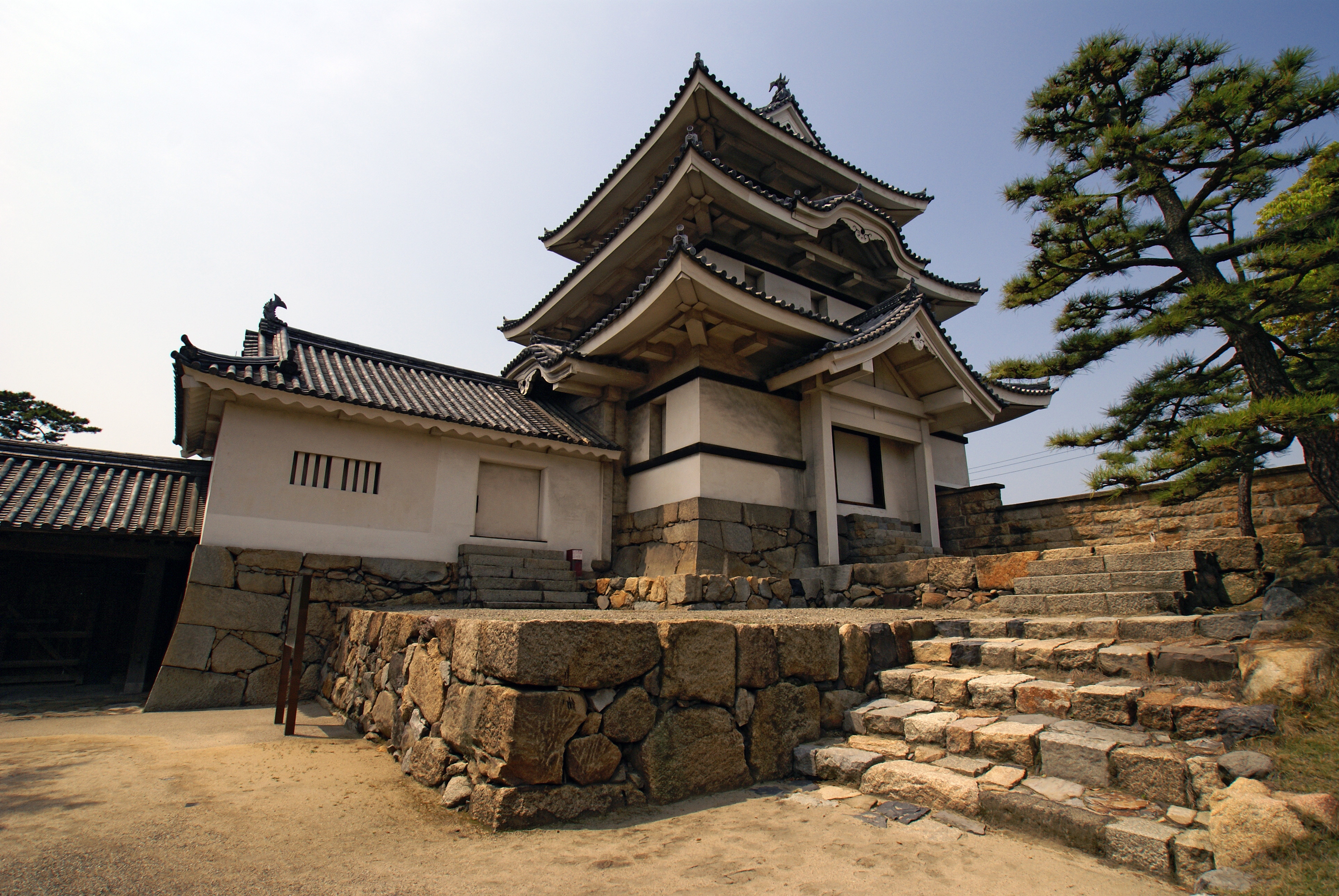
月見橹和水手御门的内侧
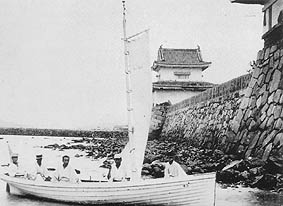
明治时代的鹿橹的照片（非现存）

#### 水手御门
具有正式出入口的属性。城主会从此门出发，乘小舟前往海湾中停靠的大船。由于城主可以在这附近看到船只的停靠（日语：着きを見る）而为这里的橹命名为“月见橹”（与同音）。

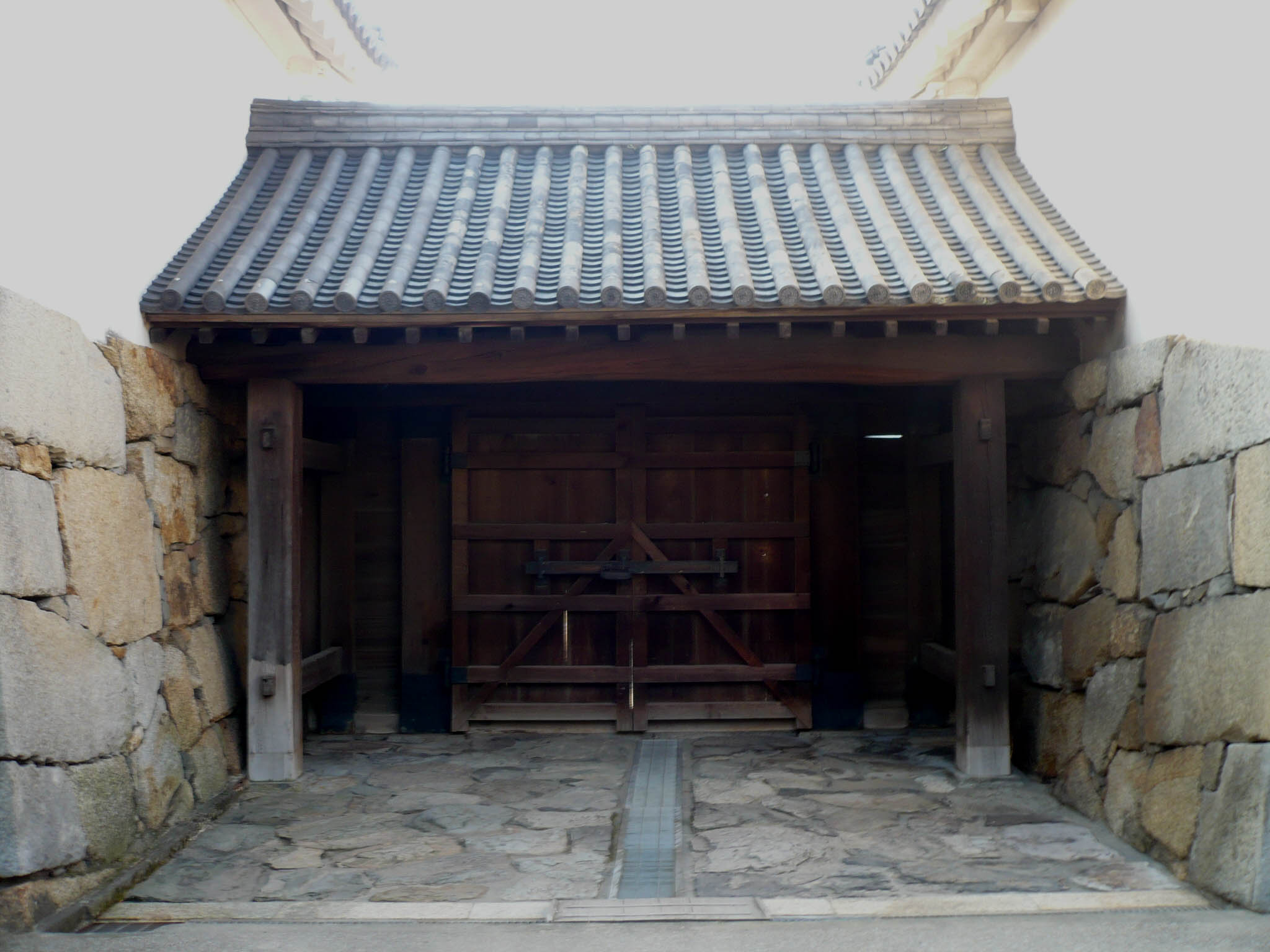
水手御门/水门

### 东之丸
1671年松平氏的大改建中与北之丸一同被修建。其内主要有米仓、艮橹、巽橹。艮橹现在已经被移动到樱之马场的太鼓橹原址，艮橹的橹台及附近的石垣已经被填埋，其位置修建了县民大厅、香川县立博物馆和松平公益会。
东之丸原址的一部分区域曾经被高松市立城内中学校使用，学校已于2009年3月31日关闭，同年6月30日校园东部开始拆除，在拆除过程中挖掘出了东之丸与中堀之间的石垣。

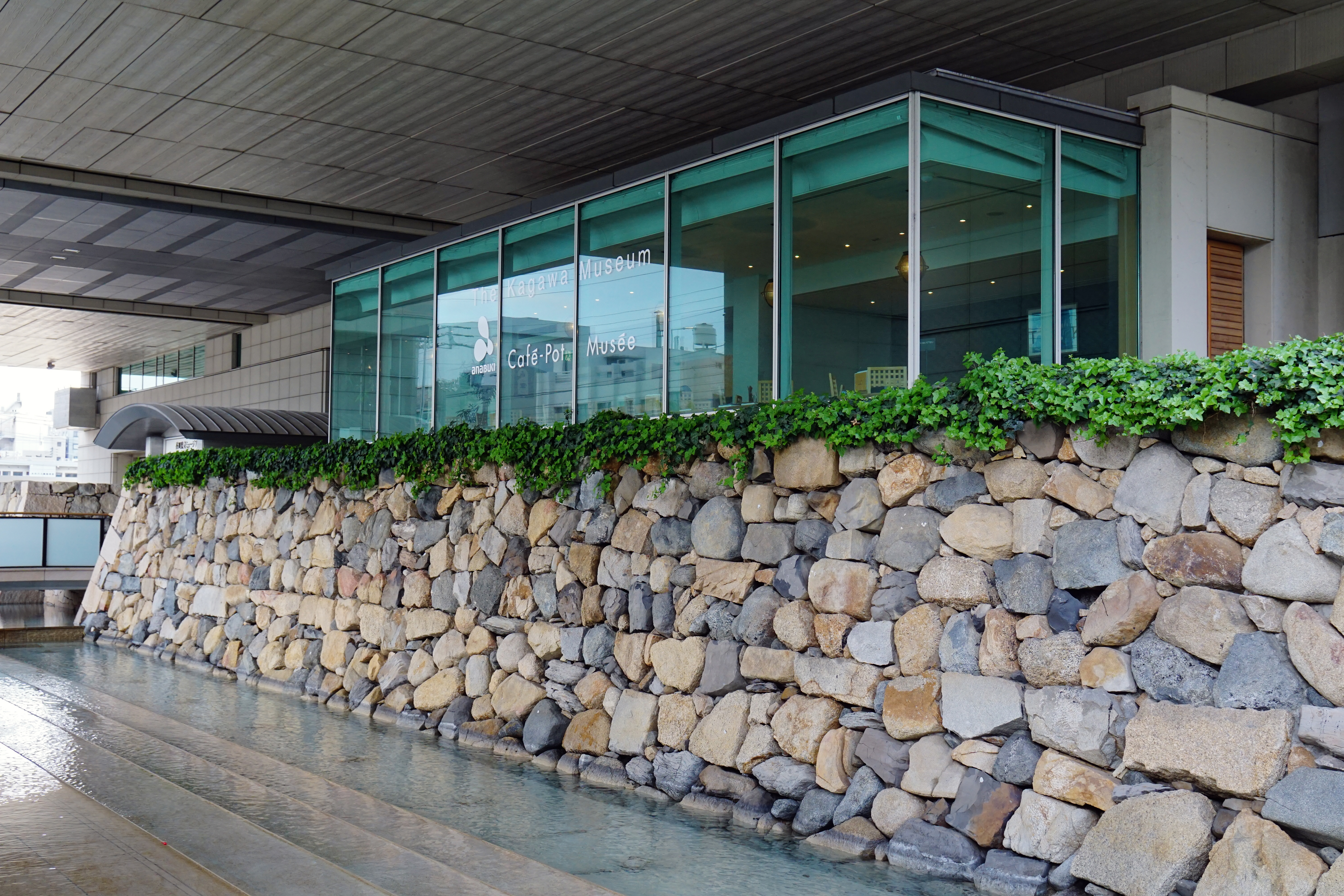
东之丸原址的石垣。建筑为香川县立博物馆

### 樱之马场
原本为L形，后半部的位置已经被填埋，现在是名为中央通 (高松市)的道路。顾名思义，樱之马场是种植有樱树的马场，现在也是春季赏樱的胜地。1671年的大改造前，樱之马场的南中部（现在的西南角）曾经有大手门，但在御殿移动到三之丸后拆除，而在樱之马场东侧边缘建设了旭桥和旭门。樱之马场内曾经有虎橹、鸟橹、太鼓橹，但现在都已不存。在太鼓橹的原址现在有艮橹，是1965年从东之丸迁来的。
一直到1985年，这里都是一年一度的赞岐高松祭的会场。其后以中央公园为会场。

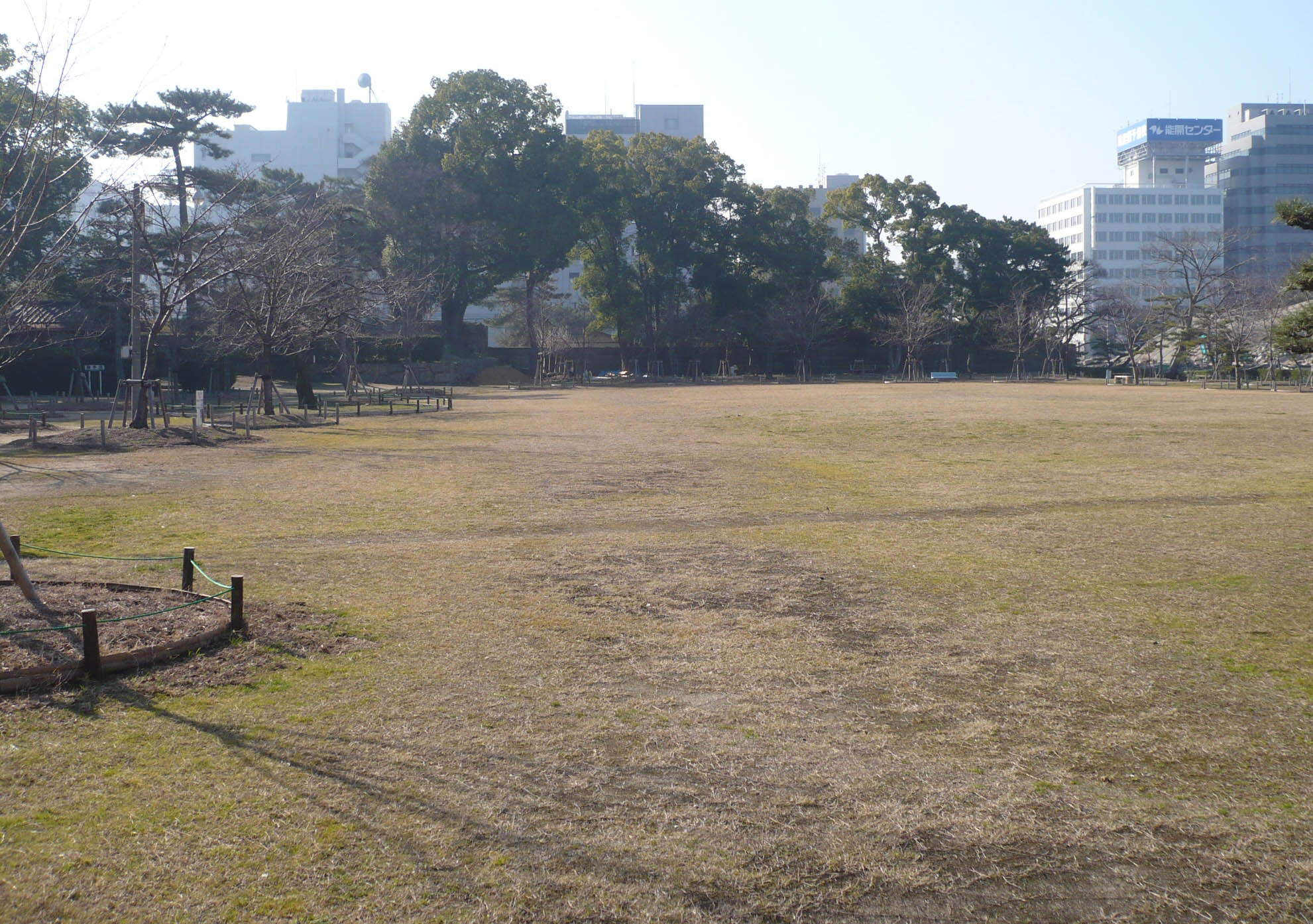
樱之马场曲轮遗迹
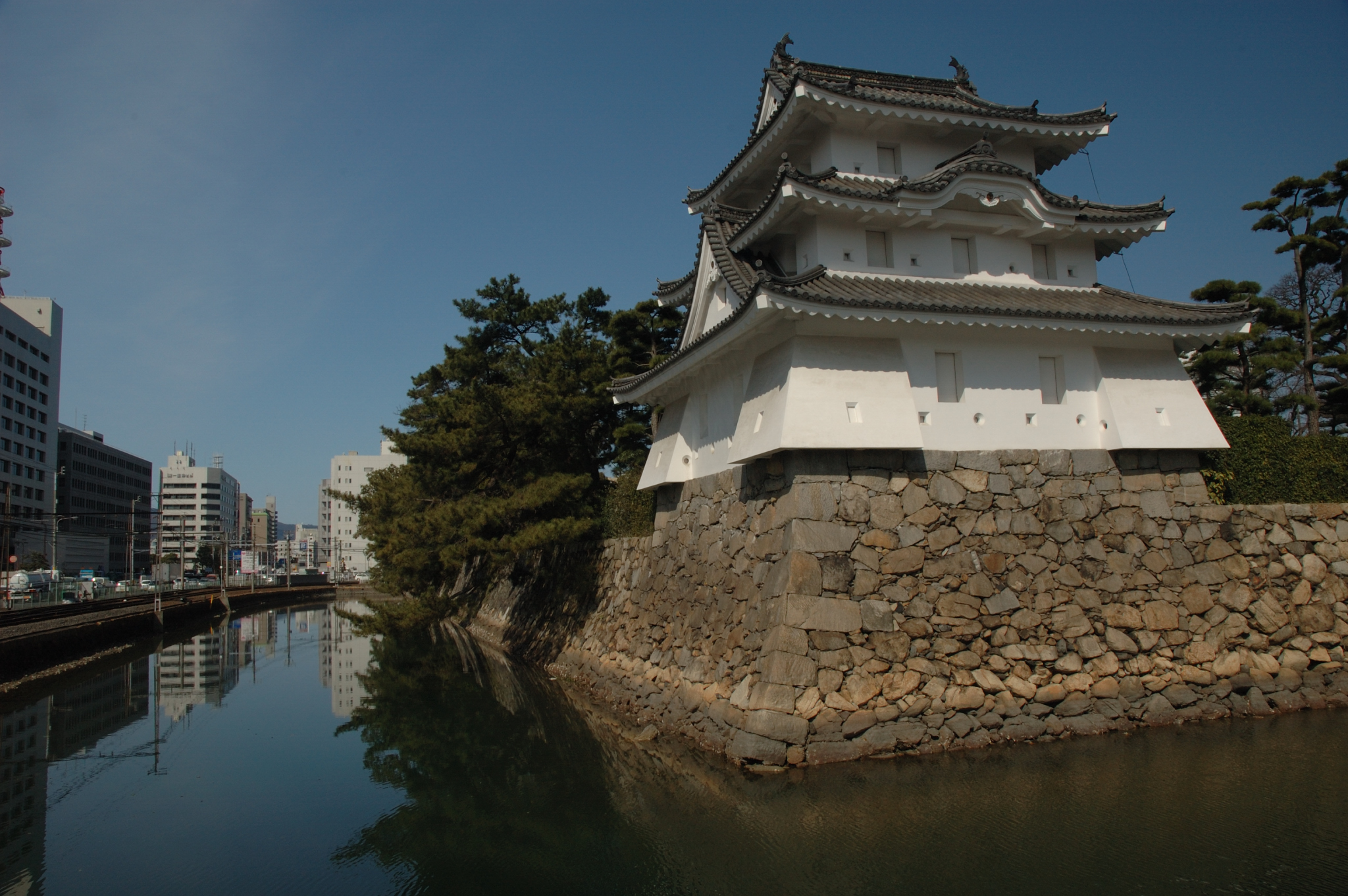
艮橹（丑寅橹）（指定重要文化财）与内堀
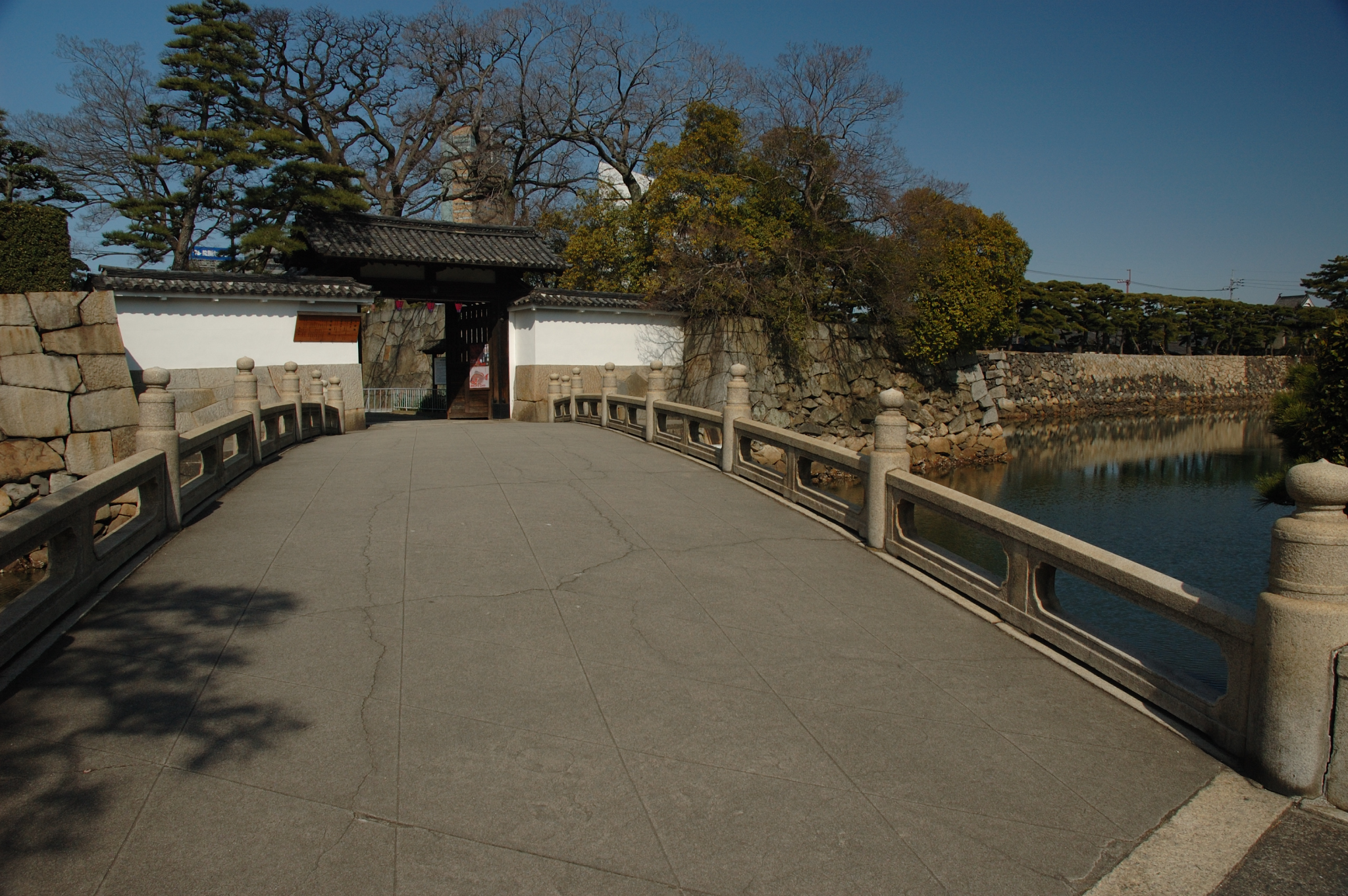
旭门和旭桥
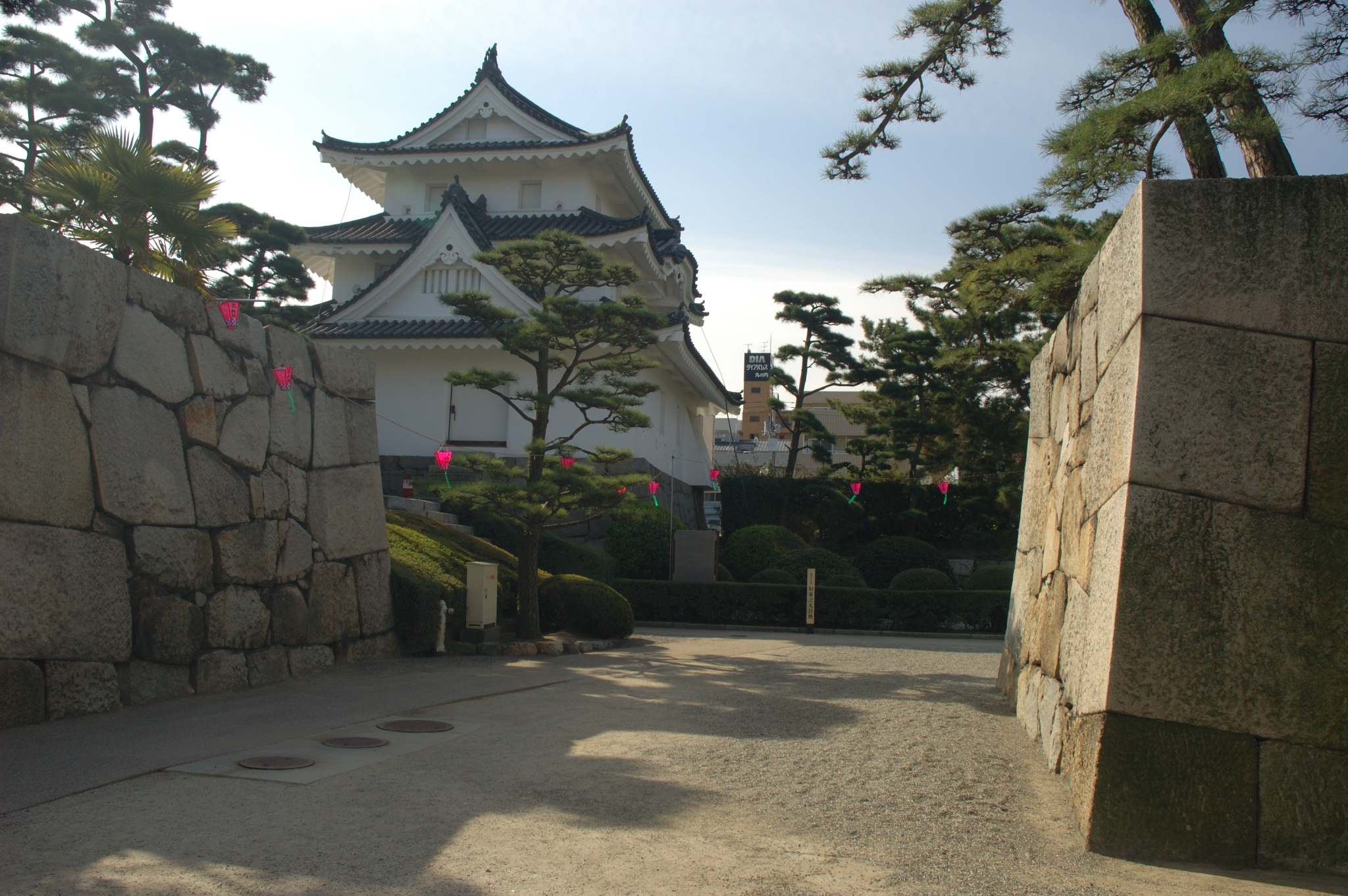
旭门和艮橹
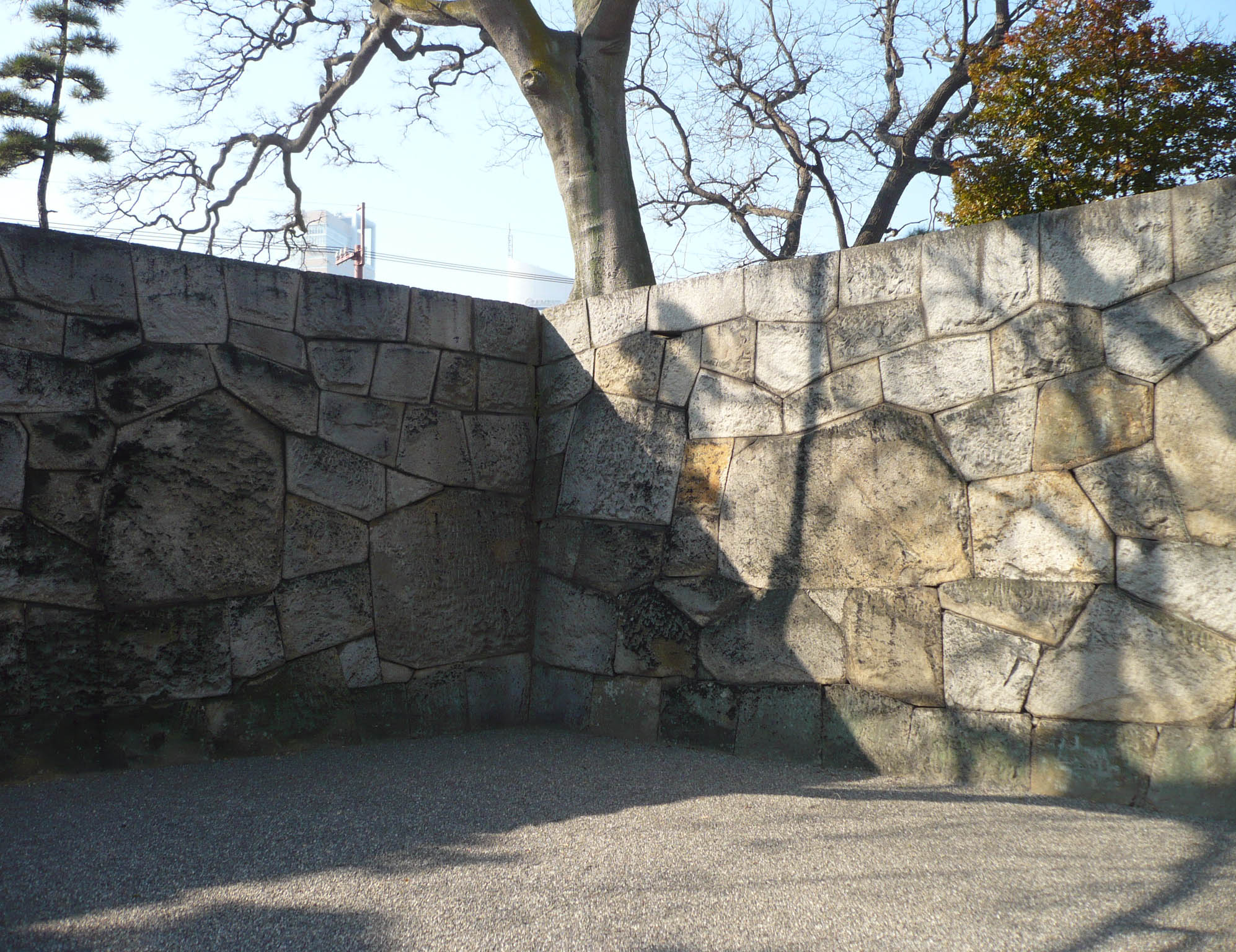
旭门为升形虎口

### 西之丸
现在已被填埋，所在区域为JR的高松站和西之丸町。Sunport高松的开发过程中伴随的西之丸挖掘调查里发现了很多遗构，但其后并未公开而是重新掩埋，与周围同样地开发为市区。

## 现状

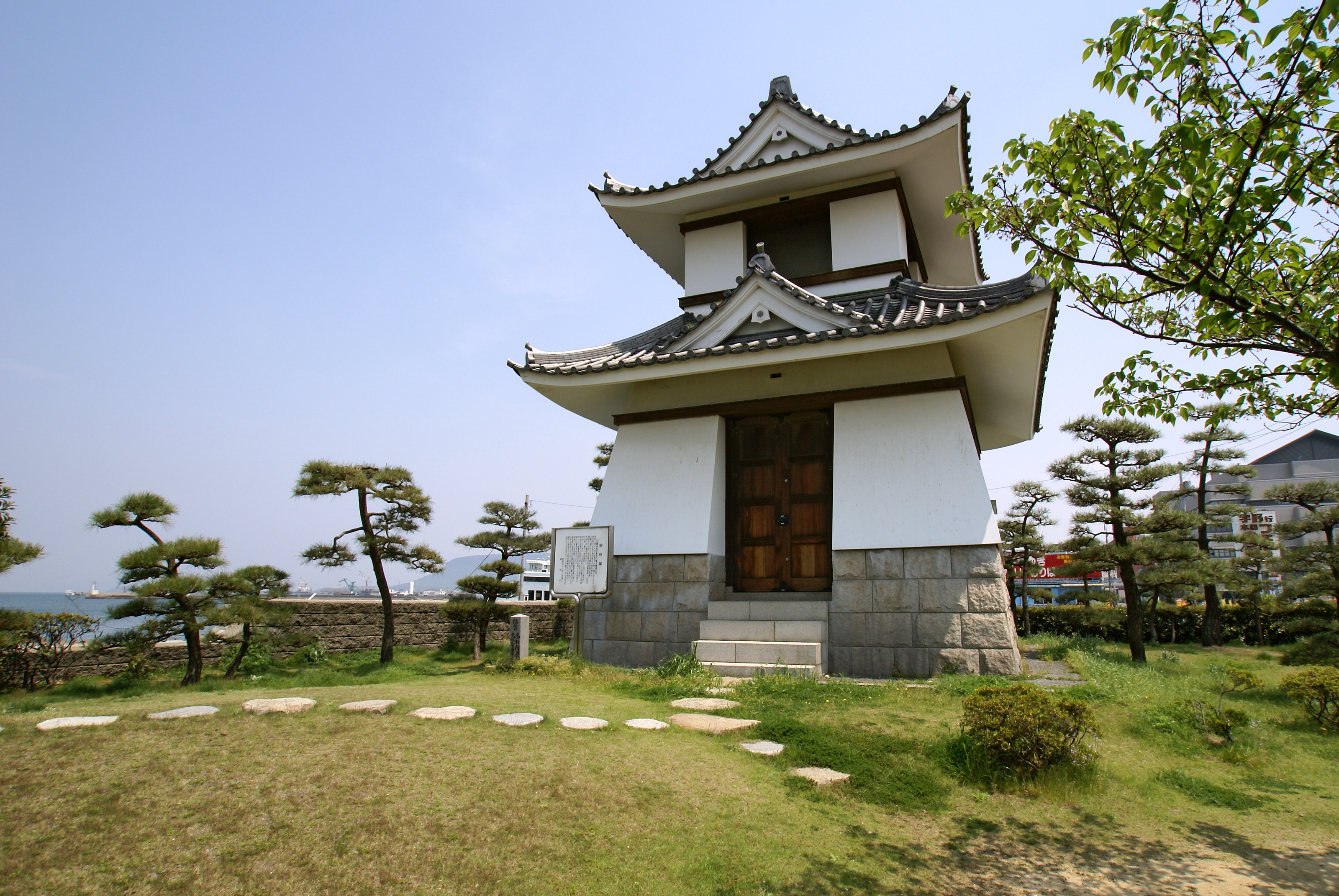
报时钟

当前，高松城现存部分作为玉藻公园对公众收费开放。天守现不存，列为重要文化财的建筑物有月见櫓、艮橹（丑寅橹）、水手御门、渡橹。每周日月见櫓和渡橹的内部开放供参观。城内的樱之马场是赏樱名胜，春季多有赏花者前往。
高松城位于高松市中心的北部，北侧为港湾，有渡船可用，西侧为JR高松站，东侧为香川县民大厅、香川县历史博物馆，南侧为高松高等裁判所、西日本放送。

### 文化财

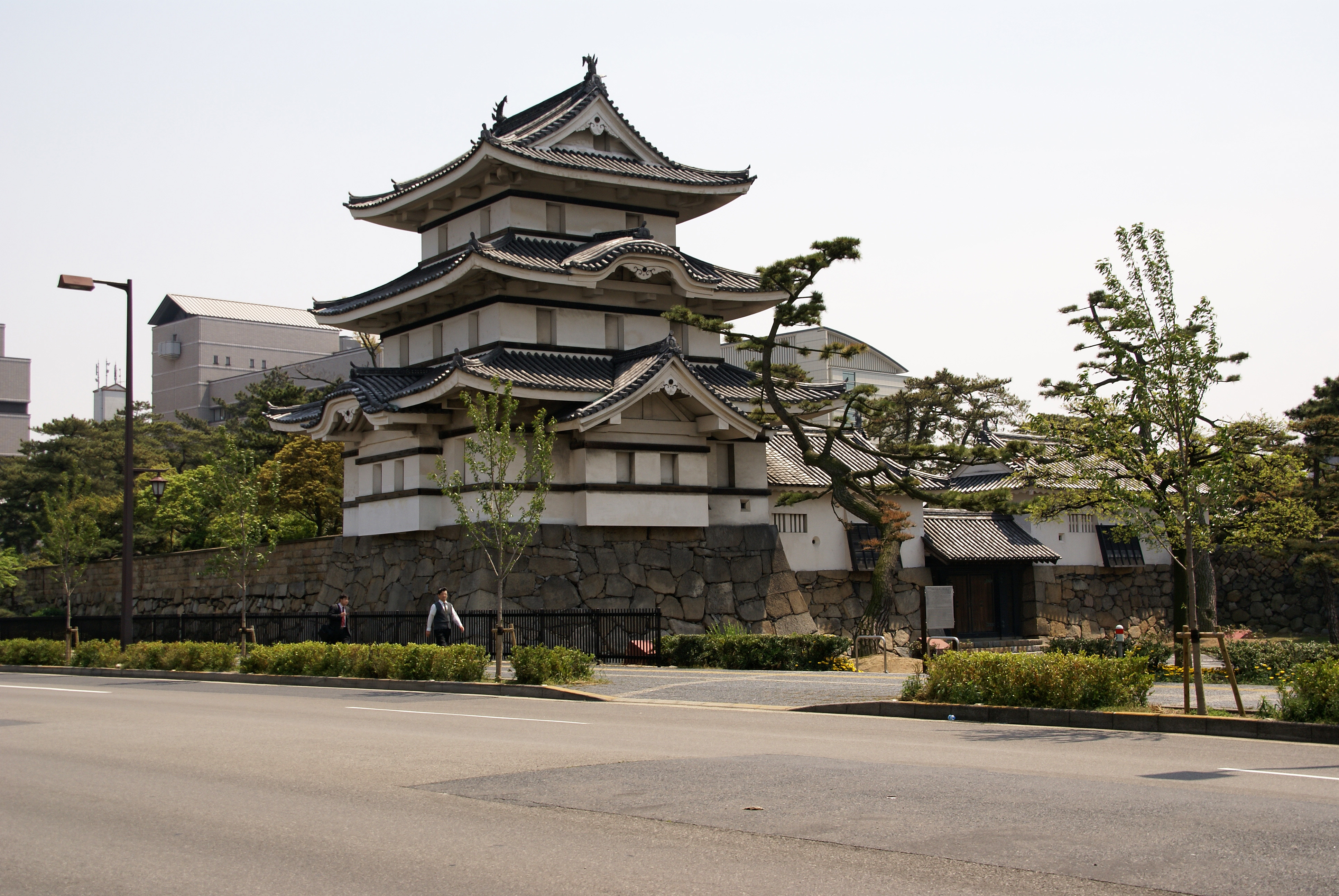
月见櫓（重要文化财）

北之丸月见櫓、北之丸水手御门、北之丸渡橹、原东之丸艮橹（丑寅橹）为现存建筑物，在1947年（昭和22年）2月26日，一同被指定为国宝，相当于现在的重要文化财。艮橹原来位于东之丸的现香川县民大厅一带，1965年（昭和40年）所有权从日本国有铁道转移到高松市政府，1967年迁移到樱之马场。此外，旭门也是现存古建筑。在玉藻公园北侧的绿地有一座报时钟，是1980年迁来的。
披云阁于2012年（平成24年）以“披云阁（旧松平家高松别邸）3栋”的名称被指定为国家重要文化财。它是作为松平家的高松别邸，于1917年（大正6年）竣工的近代和风住宅建筑。本馆、本馆附属仓库、仓库三栋建筑为指定对象。此外，袖塀、东门、里门、井户屋形、四阿（2栋）被指定为重要文化财的附属。本馆是建筑面积为1916平方米的大规模和风木结构建筑，一部分为二层，大部分为单层。表玄关、苏铁之间、大书院、槙之间、松之间、桐之间、杉之间等房间有渡廊相连，内有大小中庭，结构较为复杂。作为大正时代的正式的木结构建筑，有相当高的价值。
位于三之丸的樱御门在1945年的空袭中焚毁，至今也没有重建。针对重建事宜，2008年5月21日召开的“史迹高松城迹整备检讨委员会”向高松市政府提出了开展复原工作的报告。市政府基于对文献资料的收集分析和从市民听取的意见，对石垣进行调查并分析空袭造成的损伤的工作被列入了计划。2011年，市政府进行了以重建为目标的基础工作，做了挖掘调查。2013年2月28日，市政府发表了重建樱御门的基本整备计划，制作了修复设计图。同年6月，发表了烧毁前的1943年由文化厅拍摄的照片，这些照片的清晰程度超过了已有的公开资料。

### 天守的重建
2003年夏天，本地区申请成为国家的构造改革特别区域进行重建，但没有获准，理由为“资料仅有一张照片”。为了软化文化厅对重建工作的态度，此后高松市政府设置了整备检讨委员会，以2010年开工为目标进行努力。在此之前，高松城天守相关的资料只有明治17年的一张照片，而2005年秋，在英国剑桥大学发现了2张更为清晰的照片（参看前文#天守一节的照片）。这件事增强了对进一步资料挖掘和修复工程的期待。另一方面，由于天守台的石垣老化，从2006年开始了石垣的分解、修复工作，天守台上的玉藻庙也被拆除（鸟居和灯笼被移至屋岛神社）。这个修复工程将天守的重建也纳入视野，进行了石垣内部构造的确认和石垣的重新堆砌工作。
2009年3月，首次从堀底挖掘出了生驹家家纹（波引车）纹样的瓦。有很高的可能性该瓦片使用于天守。此前出土的瓦片上只有松平氏的家纹，生驹氏建造的高松城、丸龟城、引田城遗址中从未发现过生驹家家纹的瓦片。
关于是否要以高松城内部构造重建为目的进行资料悬赏征集，讨论在进行中。

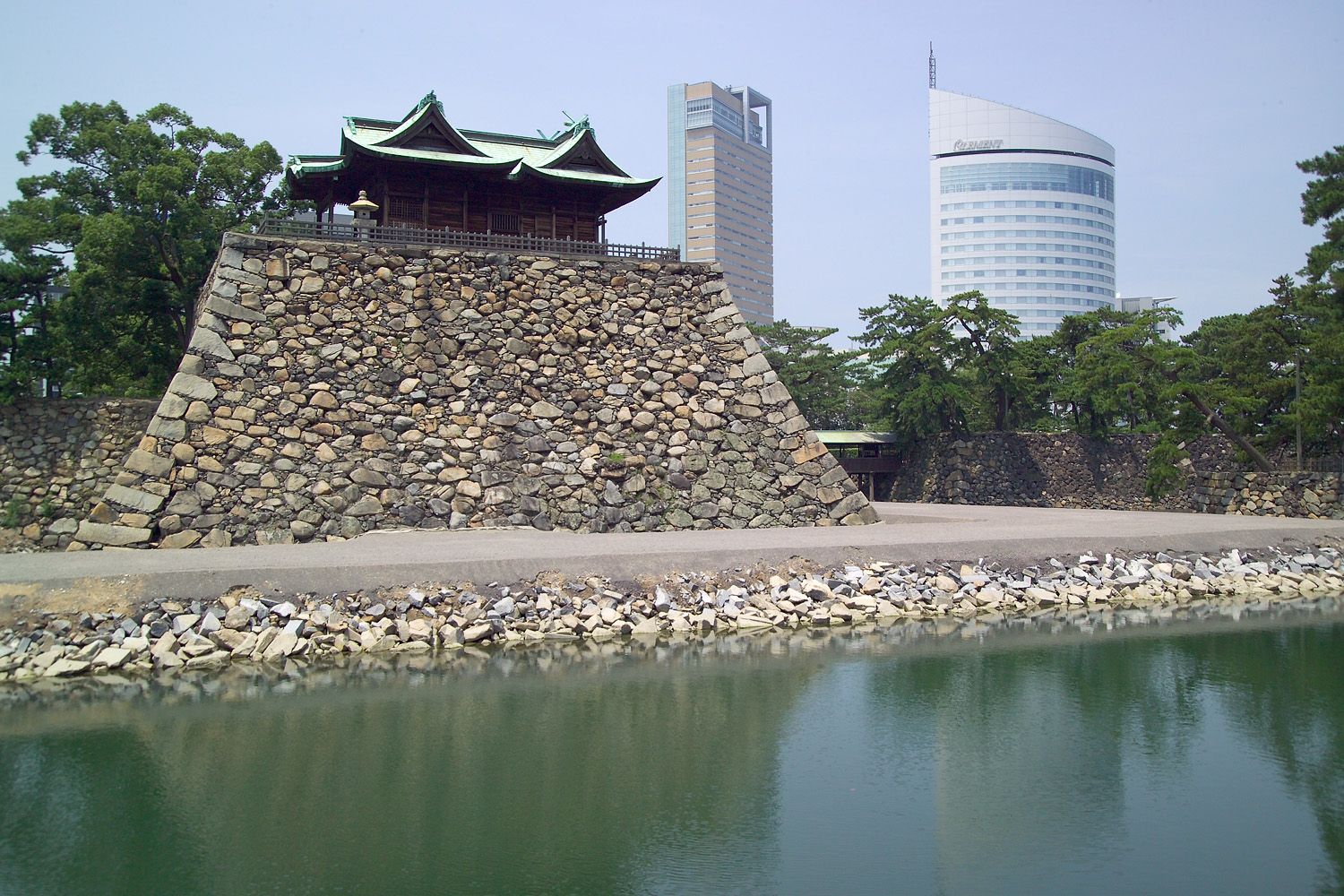
2005年（平成17年）的天守台
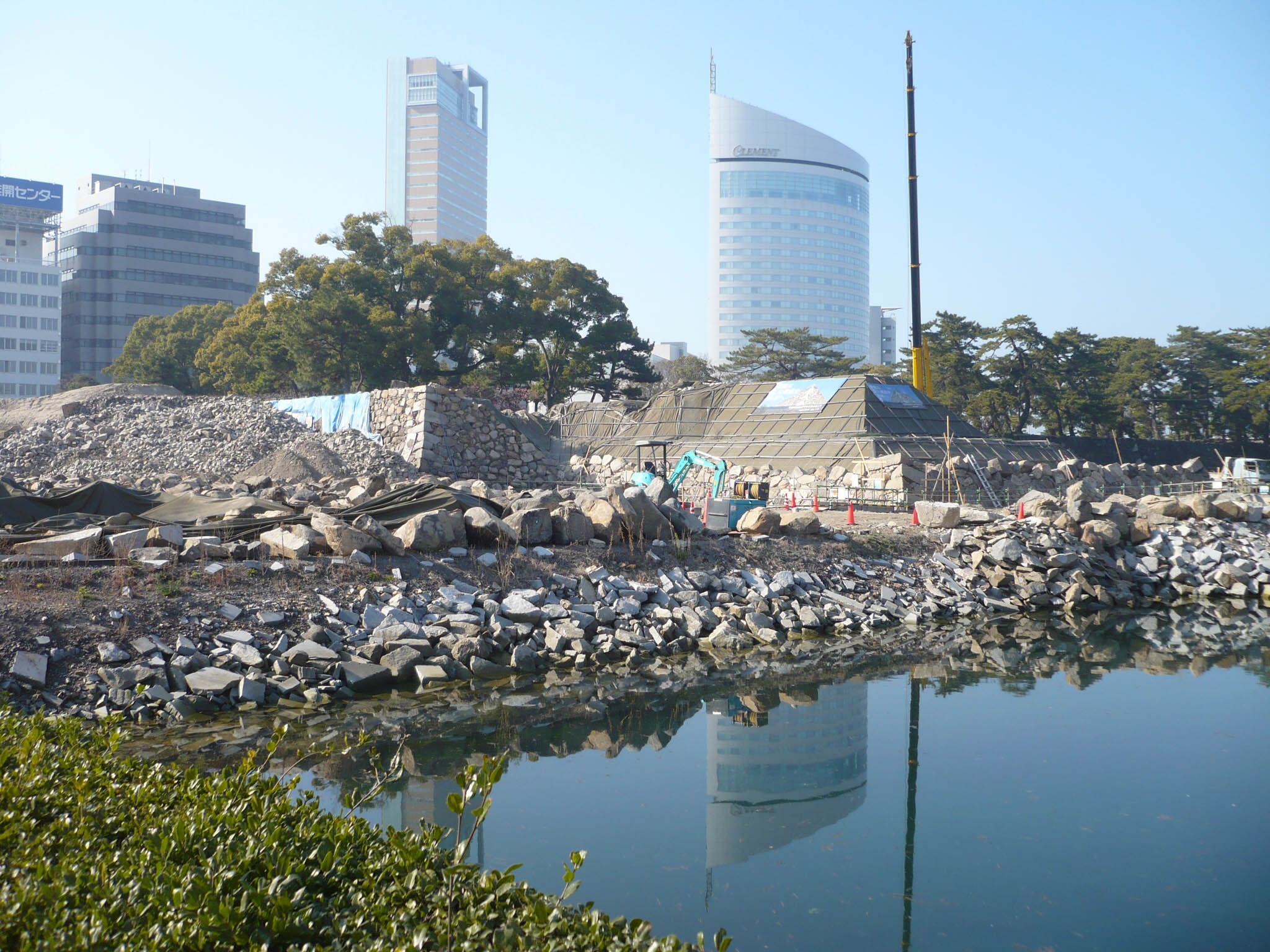
2010年（平成22年）的天守台
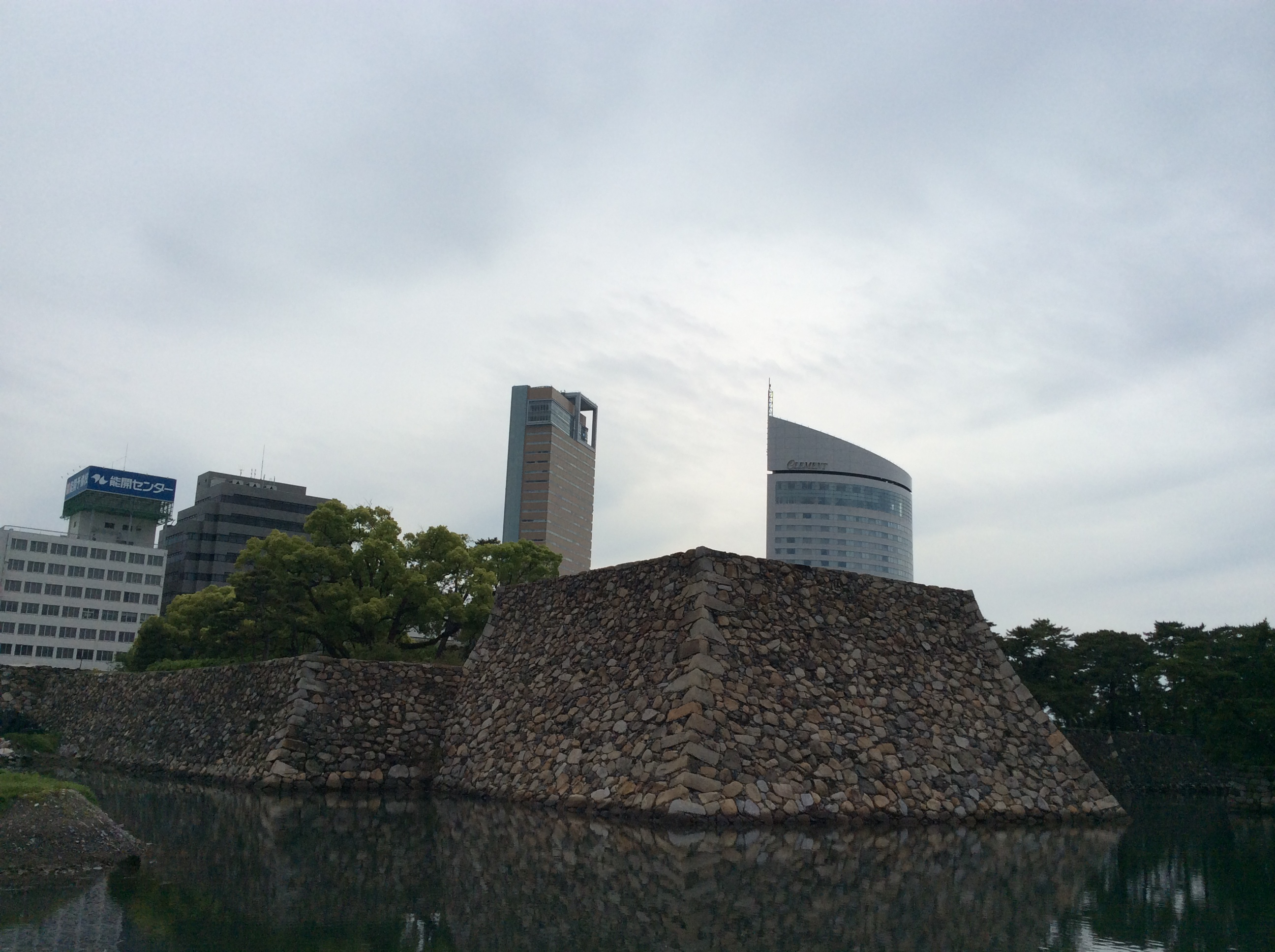
2016年（平成28年）的天守台

### 维护管理
自1954年起高松城归属高松市，维持管理事务由高松市都市开发部公园绿地课玉藻公园管理事务所管辖。

#### 与高松城相关的机关
- 玉藻公园管理委员会（1962年12月25日，回应市长的咨问，为了审议玉藻公园的管理运营相关事项而设置。）
- 史迹高松城城迹整备检讨委员会（2004年1月，为了审议史迹高松城旧址的保存整备相关事项而设置。）
- 史迹高松城迹石垣检讨委员会（2005年1月，为了确保史迹高松城迹石垣的安全性和运用传统工艺修复石垣史跡，为研讨相关事项而设置。）
- 史迹高松城迹建造物检讨委员会（2005年2月、为了研讨确保史迹高松城迹史跡建筑物安全性相关事宜，以及收集重建建筑物所必要的资料而设置。）

## 设施信息

### 入园费用
门票为成人200日元，儿童100日元。1月1日至3日期间免费。

### 开园时间
- 西门

4月-5月、9月 05:30-18:00，6月-8月 05:30-19:00，10月 06:00-17:30，11月 06:30-17:00，12月-1月 07:00-17:00，2月 07:00-17:30，3月 06:30-18:00
- 东门

4月-9月 07:00-18:00，10月-3月 08:30-17:00
12月29日-31日休园。

## 交通

### 铁路
- 高松琴平电气铁道琴平线高松筑港站下车
- JR四国高松站下车

### 驾车
- 高松自动车道高松中央IC至香川县道43号（日语：香川県道43号中徳三谷高松線）至国道11号
- 停车场免费，车位57个

### 乘船
- 高松港 Sunport高松（日语：サンポート高松）